# Хегеле, Макс
Максимилиан Хегеле (нем. Maximilian Hegele; 25 мая 1873 — 12 марта 1945) — австрийский архитектор, который считается одним из ведущих представителей Венского сецессиона. Хегеле создал множество проектов, среди которых: церкви, музеи, частные дома, мосты и памятники, но многие из его проектов так и остались на бумаге.

## Биография

### Ранняя жизнь и образование
Гегеле родился в Вене 12 марта 1873 года в семье ювелира Карла Гегеле и Марии Гегеле. С 1889 года учился в Государственном инженерно-строительном училище, где окончил курс строительства зданий в 1893 году. В последствии он поступил в Венскую академию изящных искусств, где с 1893 по 1896 год обучался архитектуре под руководством Виктора Лунца и Карла фон Хазенауэра. После успешного завершения учёбы он, как одарённый студент, получил престижную стипендию, которая позволила ему проучиться в течение года в Италии.

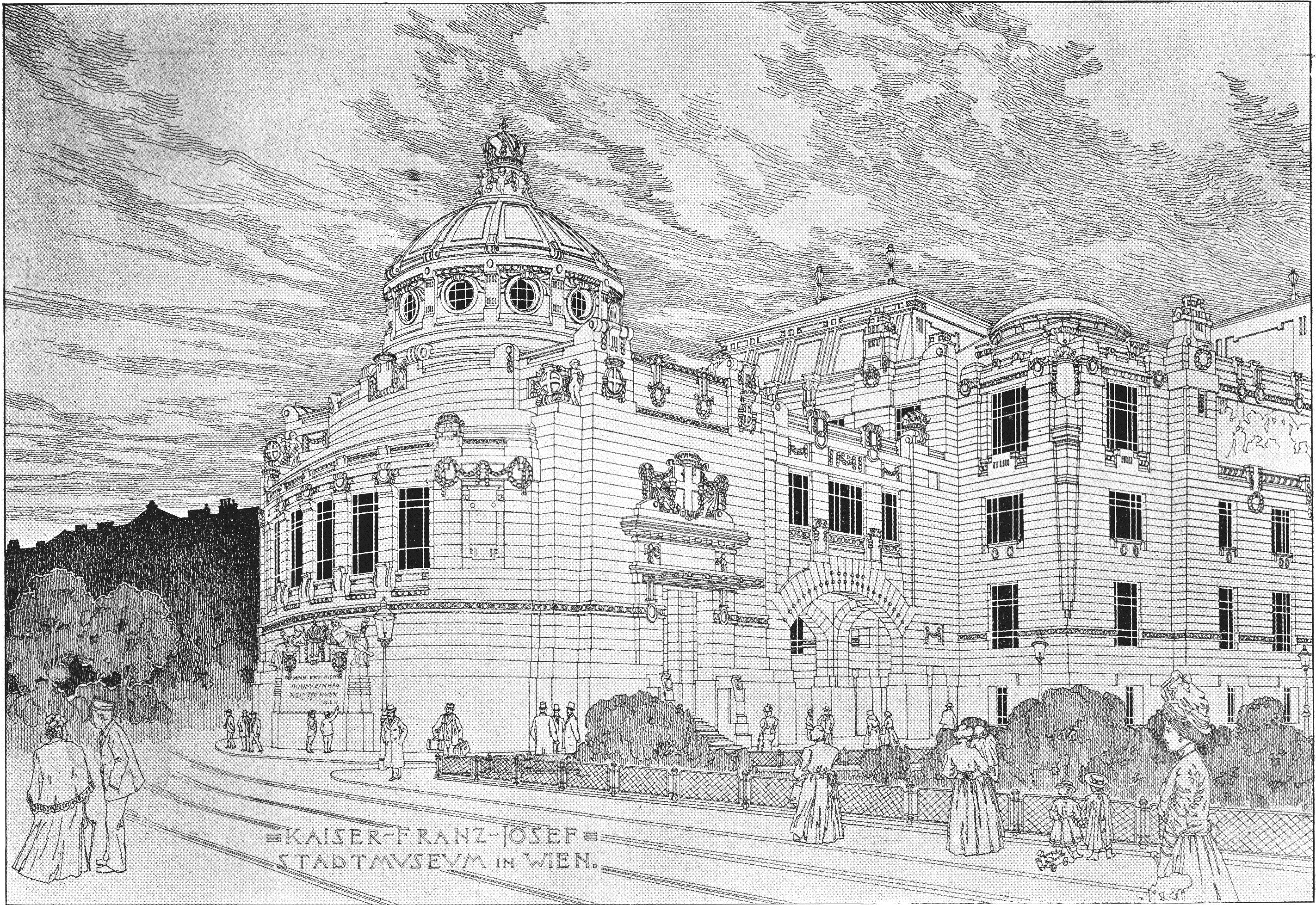
В своих ранних проектах, подобных этому (Городской музей кайзера Франца Иосифа, около 1901 г.), Гегеле вдохновлялся творчеством Вагнера.

Вернувшись в Вену, в следующем году он практиковался с несколькими архитекторами среди которых был Франц фон Нейман, и братья Антон и Йозеф Дрекслеры  В 1899 году он стал членом ассоциации архитекторов " Венская строительная хижина" («Wiener Bauhütte») и участвовал в конкурсе на реконструкцию Центрального кладбища Вены. В 1900 году он был объявлен лауреатом первой премии, и после перепроектирования своего проекта он получил возможность воплотить свой проект в жизнь. Среди членов жюри находился Отто Вагнер - один из пионеров венской архитектуры в стиле модерн, чьи работы оказали большое влияние на молодого Хегеля.

### Центральное кладбище Вены (1903—1911)

#### Залы кладбища
Заказ на перепланировку Центрального кладбища стал поворотным моментом в жизни и карьере Хегеля. План состоял из монументального входа, двух погребальных залов и центральной церкви, выполненных в стиле сецессион. Работа длилась с 1903 по 1911 год и проходила поэтапно. Первыми постройками, которые должны были быть завершены, были два погребальных павильона (Aufbahrungshallen) , строительство которых было завершено в 1905 году. Павильон 1 сегодня по-прежнему используется для погребальных церемоний, а в павильоне 2 теперь находится Погребальный музей (Bestattungsmuseum) . Оба зала имеют сходство, поскольку оба являются зданиями с центральной башней, покрытой пирамидальной медной крышей, белые снаружи с геометрическим орнаментом. Над каждым входом возвышается орнаментальная арка с часами в центре. Главный зал первого павильона украшен металлическими люстрами и бра на стенах. Из белых интерьеров выделяется огромная мозаика за алтарём.

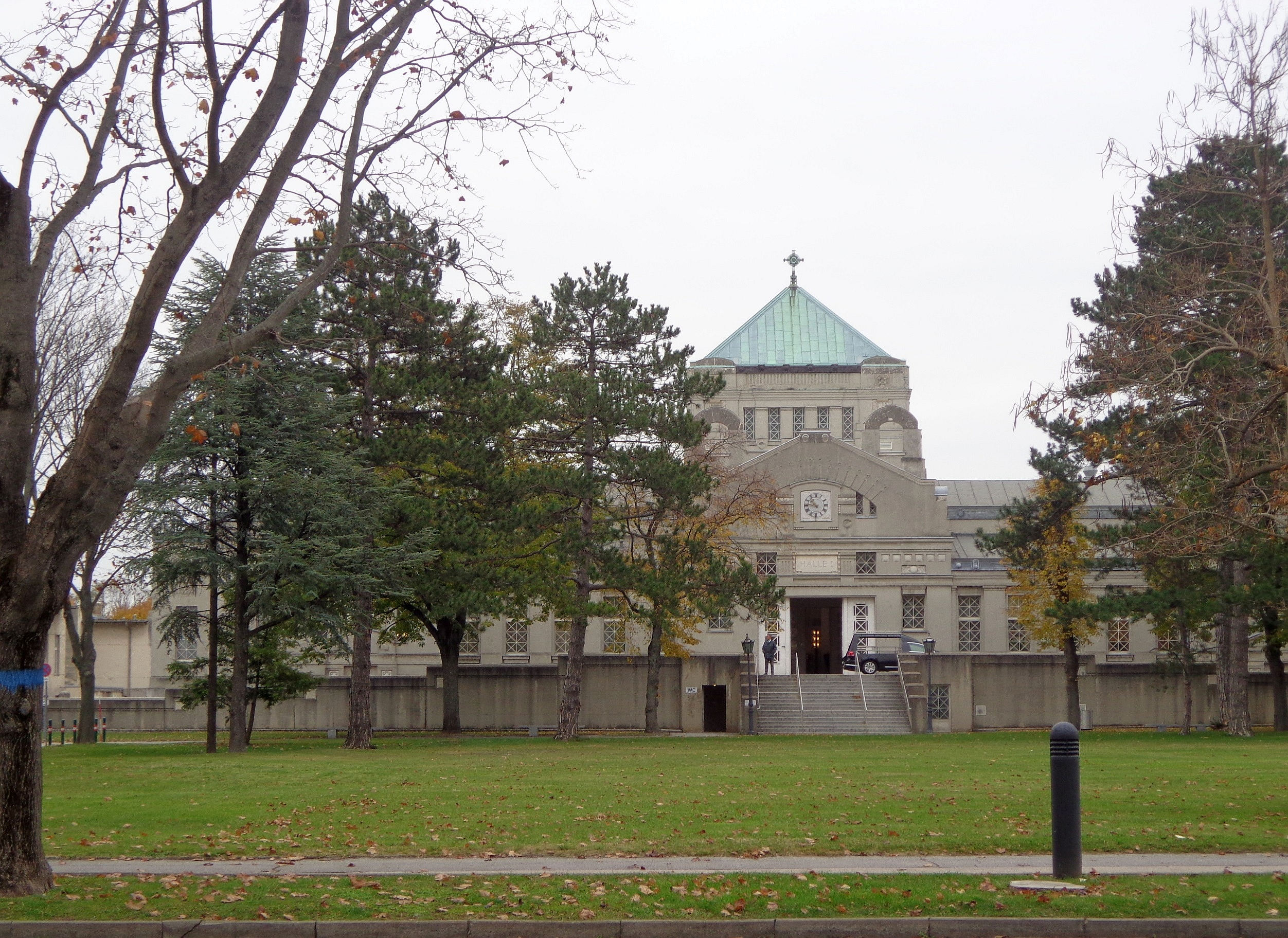
Павильон 1.
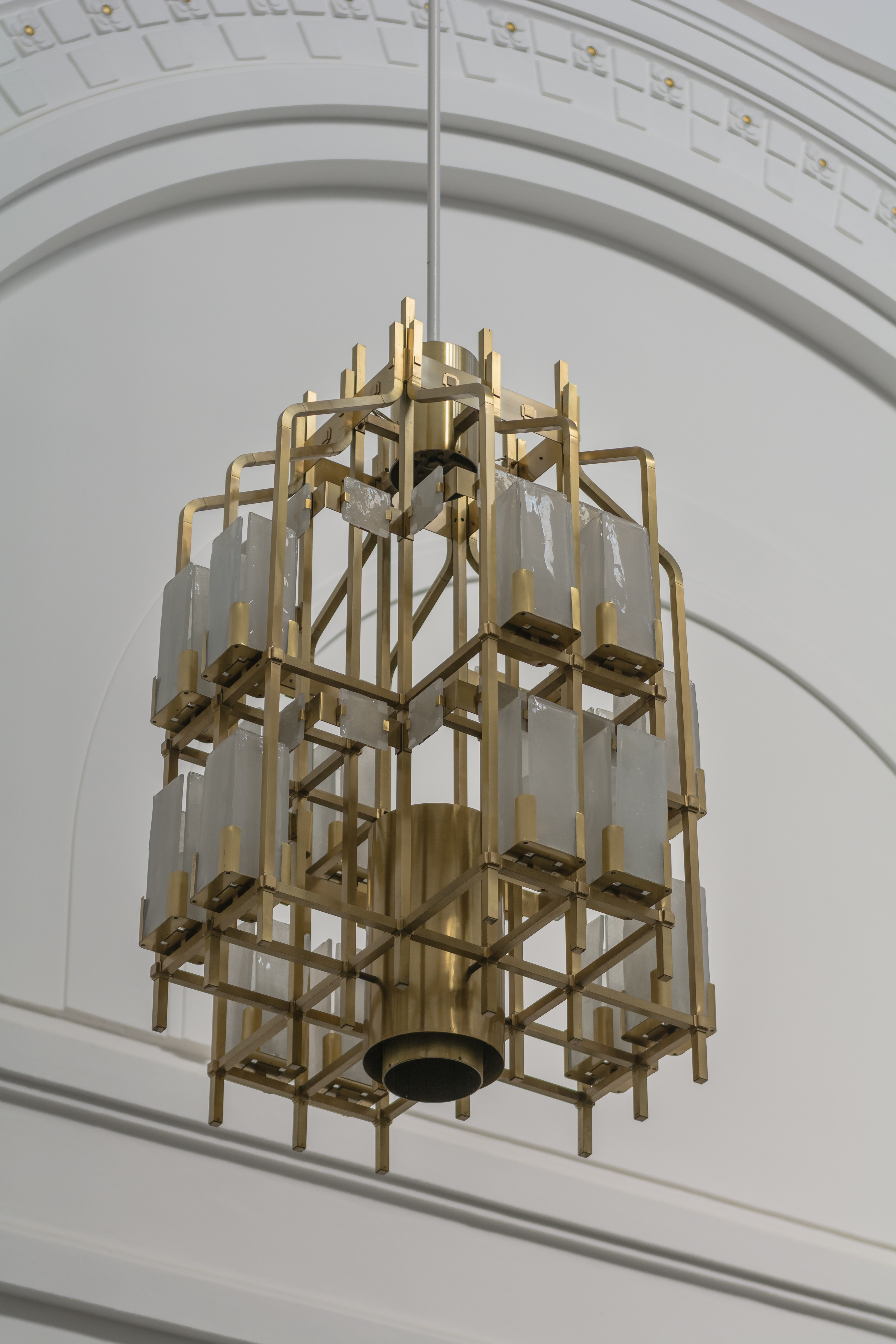
Люстра в первом павильоне.
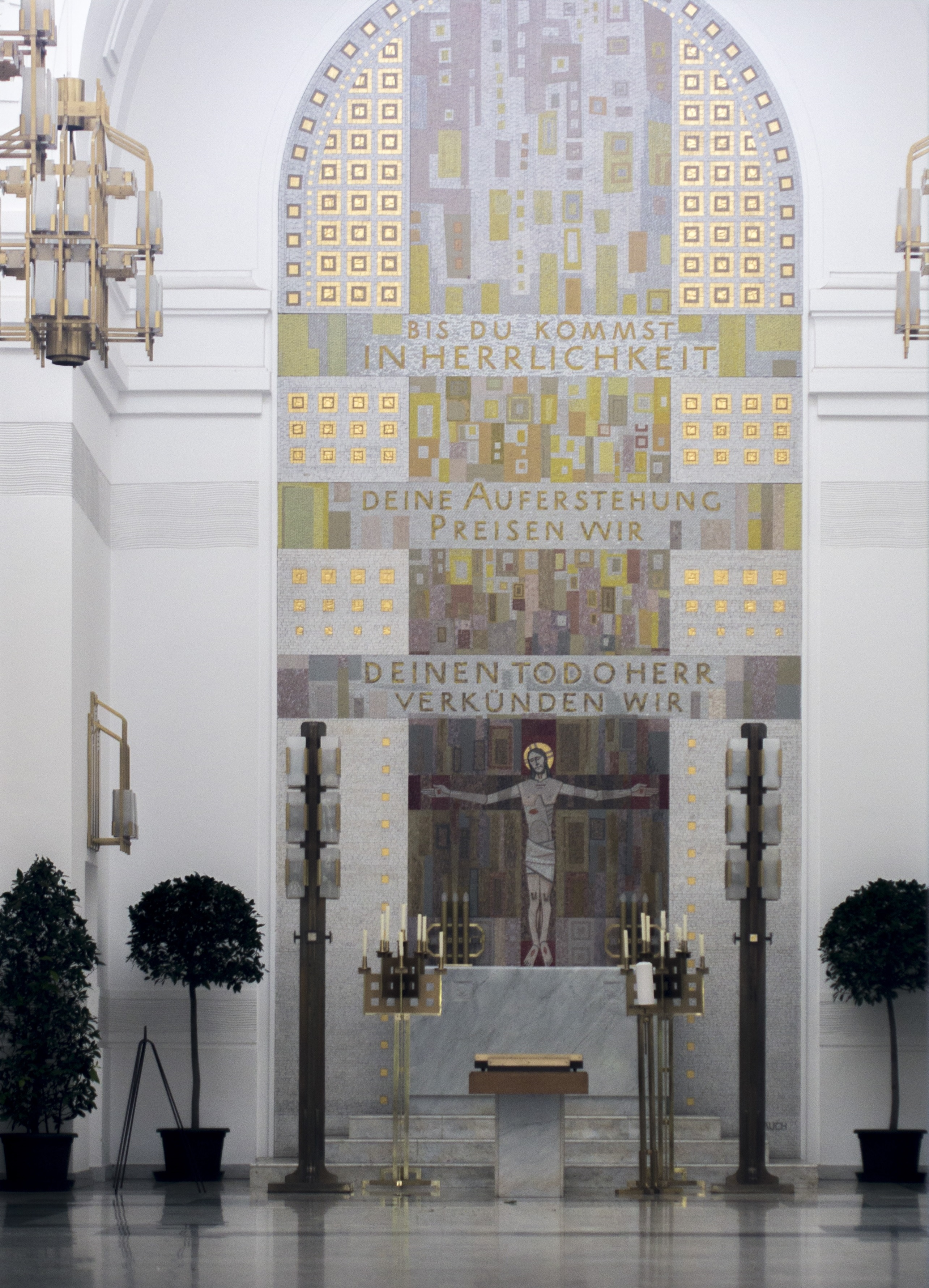
Убранство павильона 1.
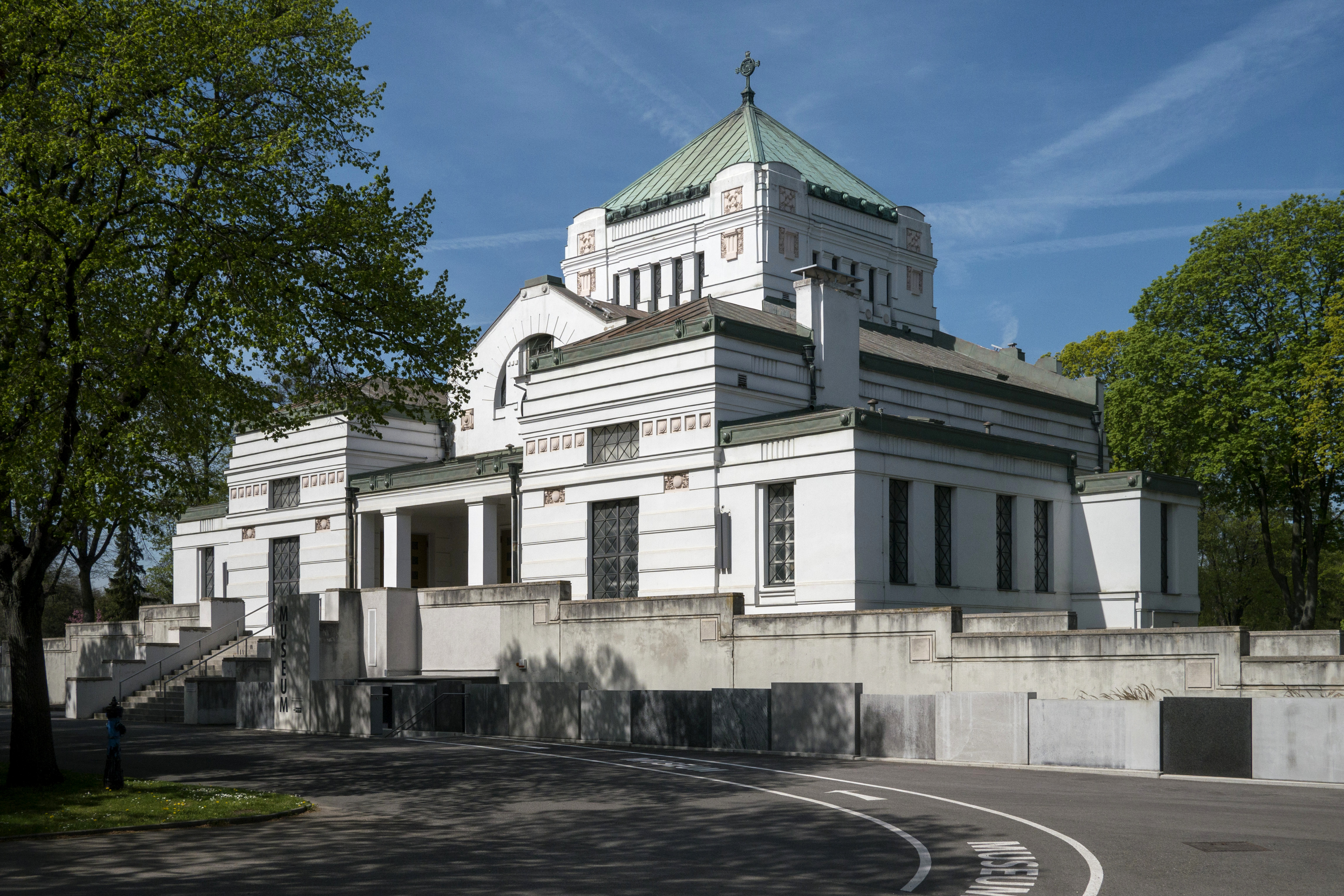
Павильон 2.

#### Ворота кладбища
Затем последовала работа над созданием главных ворот, построенных в 1905—1906 годах. Они выделяются своими высокими обелисками; у основания каждого обелиска, стоит пара статуй с гербом Вены. У каждой фигуры в руке погребальный символ: череп (означающий смерть), песочные часы (обозначающие время), лавровый венок(символизирующий бессмертие), и пальмовая ветвь (символизирующая воскресение). По обеим сторонам ворот размещены барельефы работы Карла Ансельма Цинслера. На обратной стороне обелисков  две надписи: "Построен во время правления Франца-Иосифа " и "Построен при мэре Карле Люгере ".

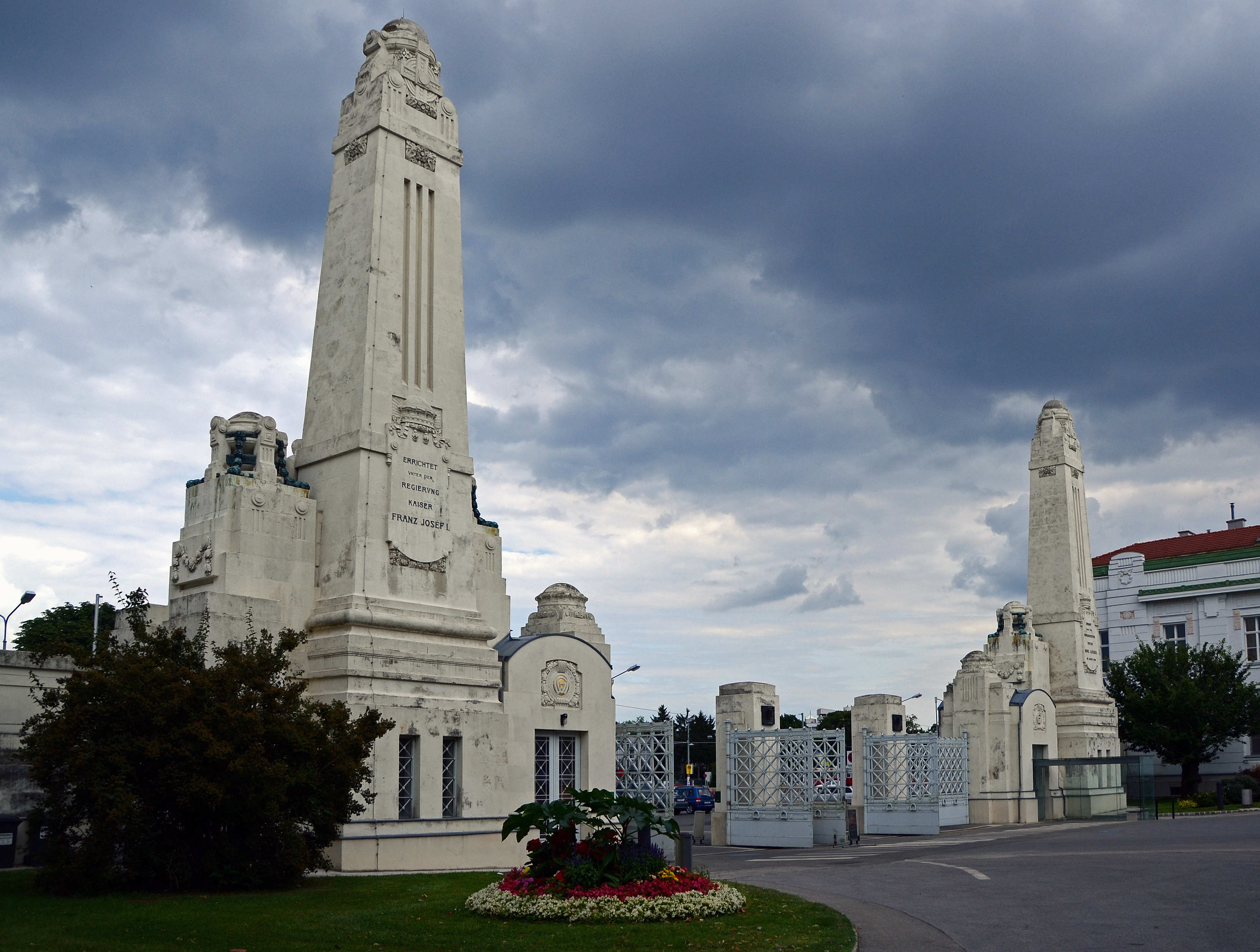
2-е ворота.
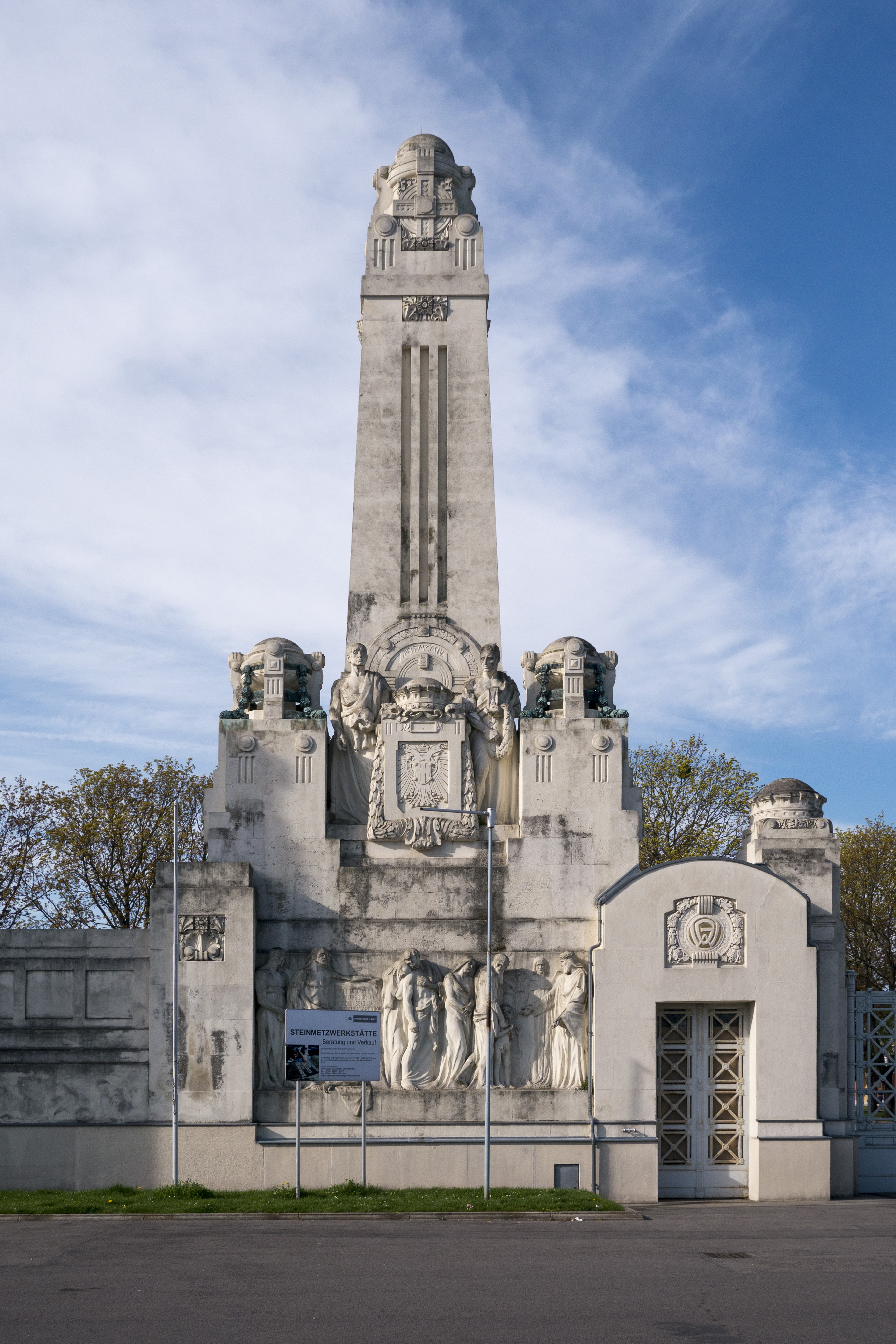
Обелиски слева, со стороны улицы.
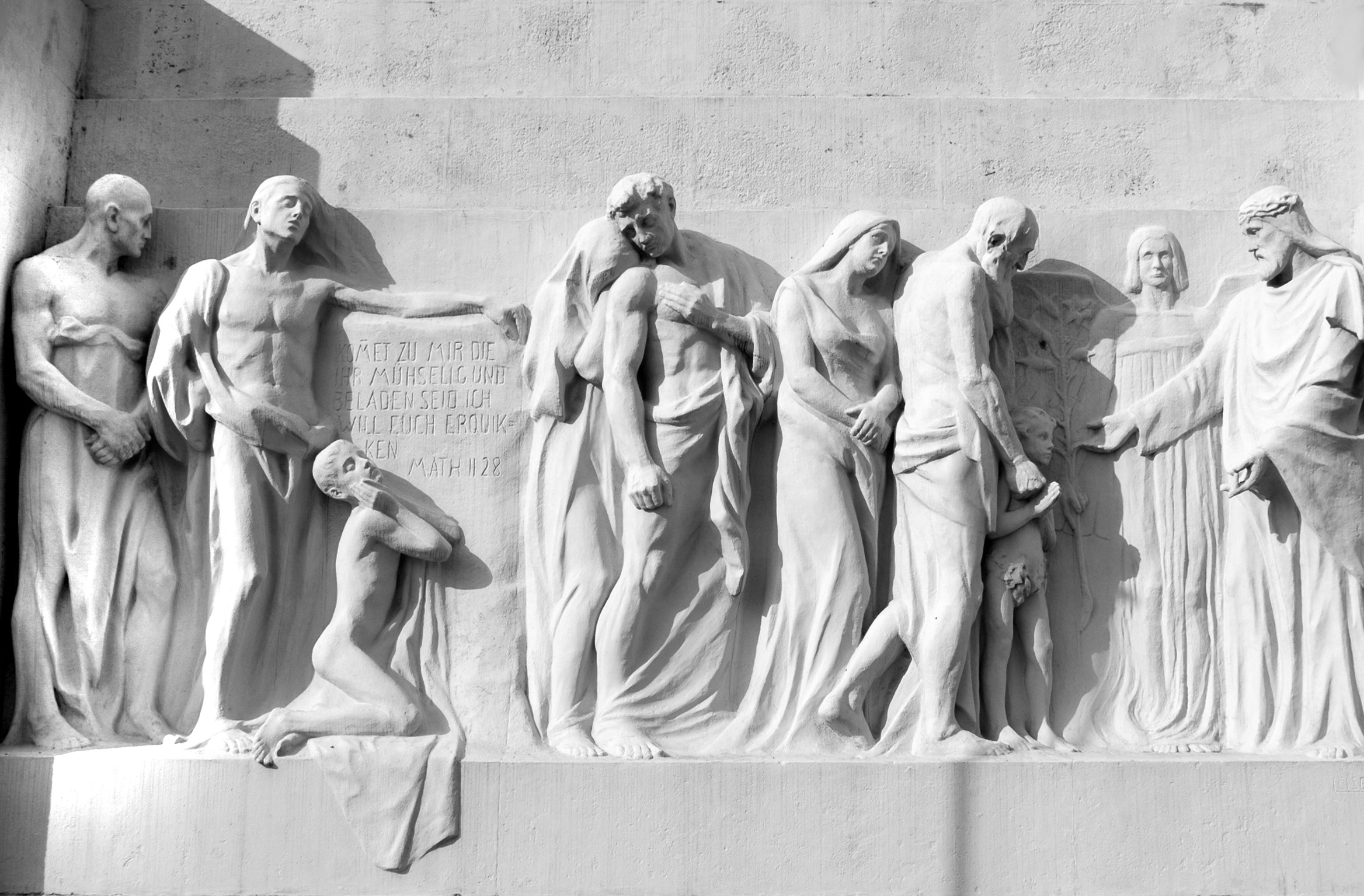
Христос Лейзека принимает мёртвых (слева).
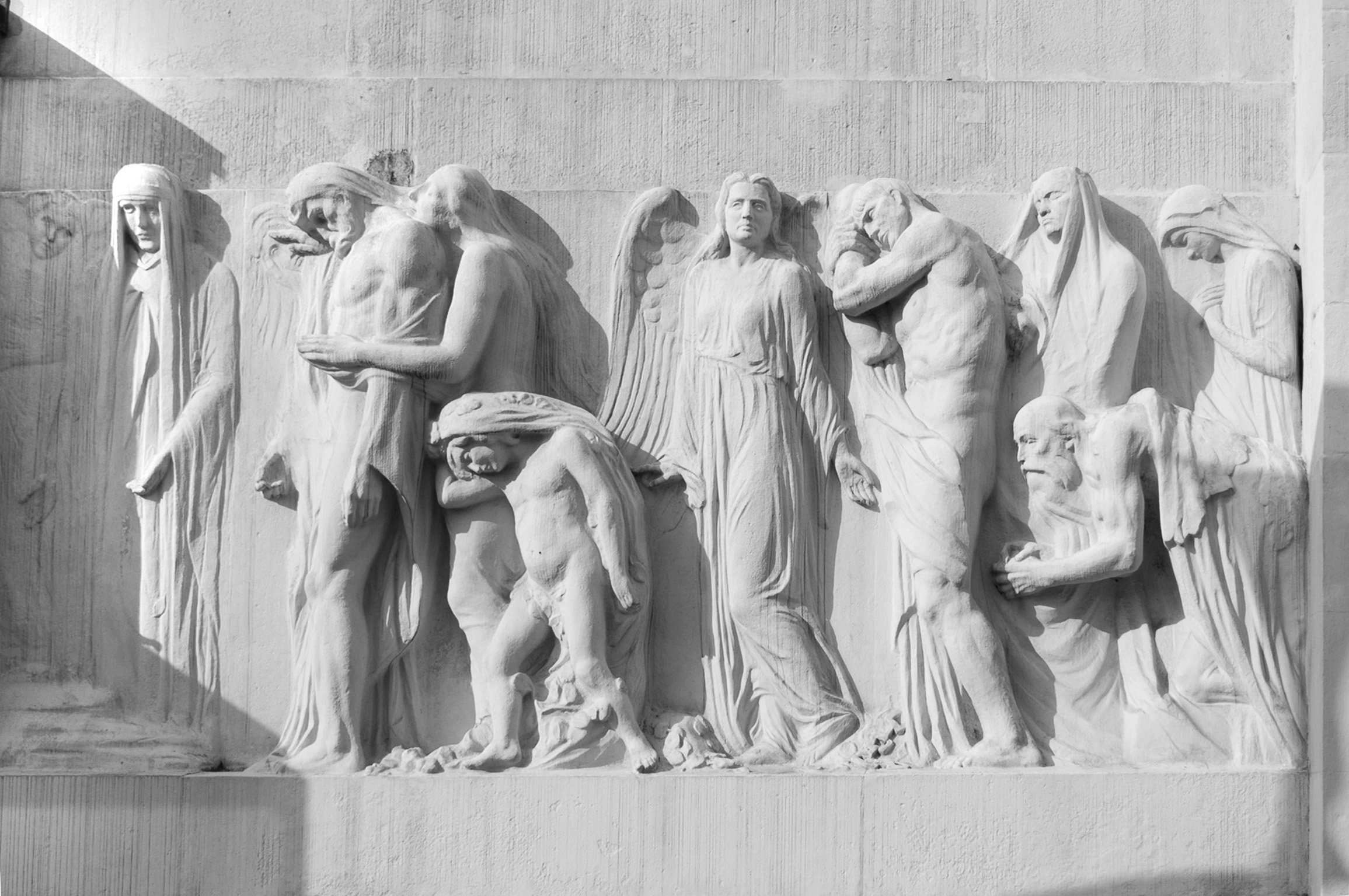
Люди Цинслера у ворот в невозвратное место (справа).
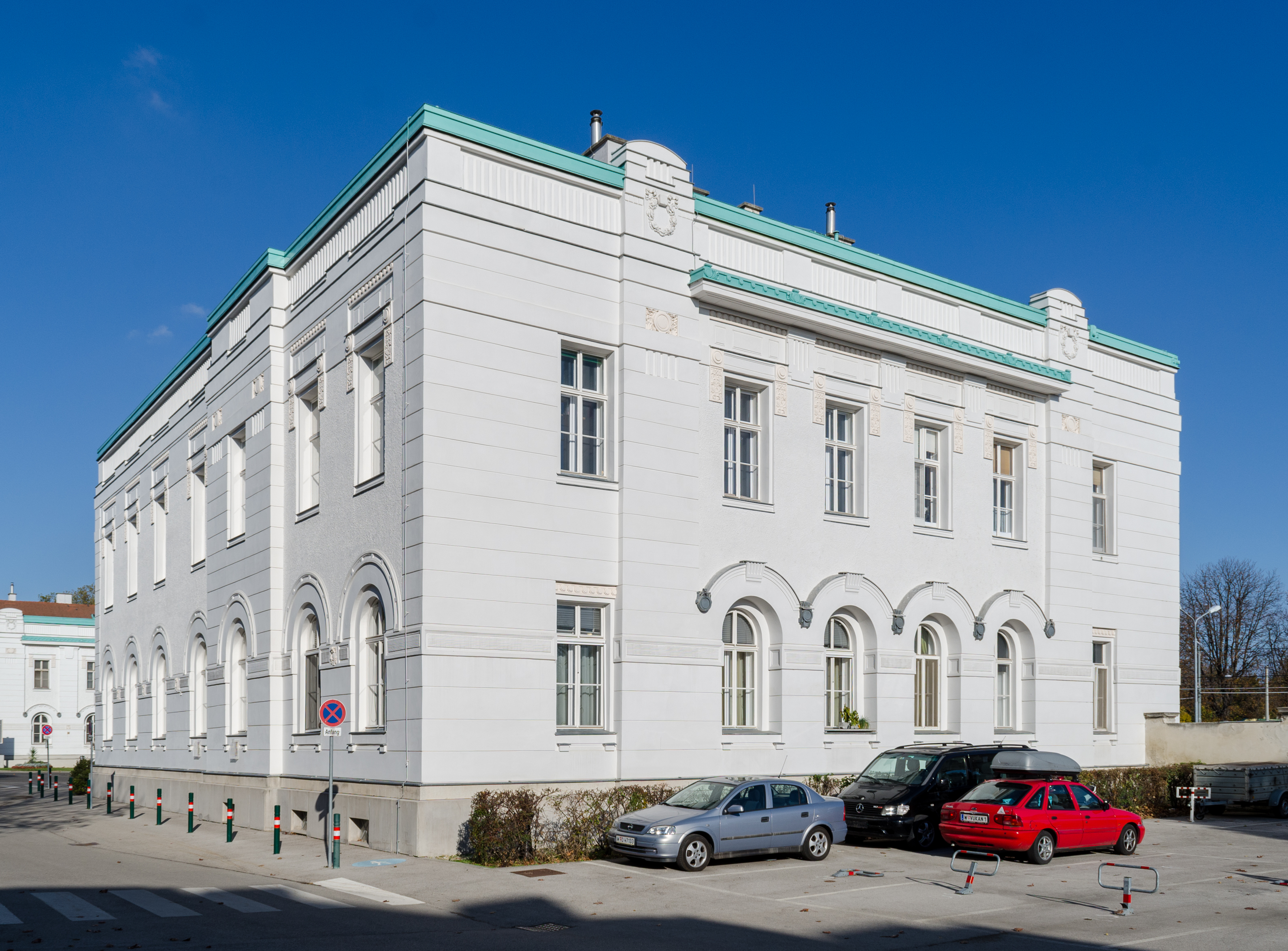
Административное здание, реконструированное Хегелем(слева).

#### Центральная церковь кладбища

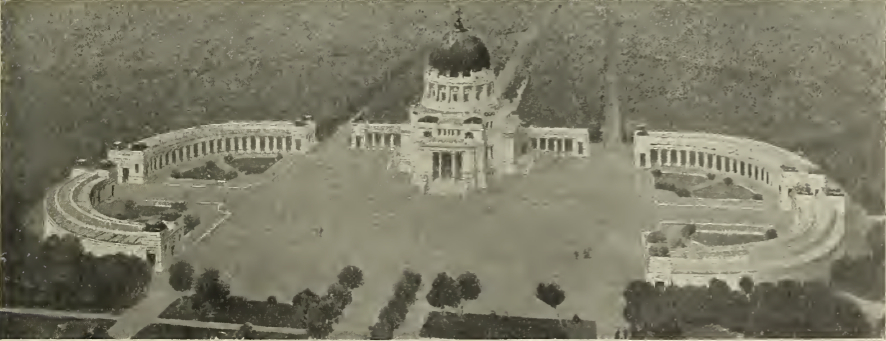
Оригинальный проект Хегеля. Две колоннады, противостоящие церкви, были удалены из окончательного проекта.

Церковь Св. Карла Борромео (Friedhofskirche zum heiligen Karl Borromäus) считается шедевром Макса Хегеля и, вероятно, является самой известной его работой. Она считается одним из лучших образцов венского сецессиона, наряду с церковью Св. Леопольда Отто Вагнера. Проект церкви Хегеля был  разработан в 1899 году, хотя и нуждался в некотором улучшении, но строительство началось только через восемь лет. Закладка первого камня состоялась 11 мая 1908 года, мэром Вены Карл Люгер, а в октябре 1911 года здание было открыто. Люгер, который к тому времени умер, был похоронен в склепе по этой причине церковь иногда называют «Мемориальной церковью доктора Карла Люгера» (Luegerkirche). Церковь представляет собой внушительное здание, достигающее в высоту 58,5 метра и занимающее площадь 2231 м². На Хегеля, вероятно, повлияла архитектура Вены периода эклектики, поскольку он выбрал эллиптический план, типичный для городских церквей в стиле барокко, а структура напоминает Карлскирхе (также посвящённую Св. Карлу Борромео). Внешний вид выкрашен в белый цвет и богато украшен геометрическими узорами. Две башни, увенчанные пирамидальной крышей, обрамляют вход, а две высокие колокольни расположены в задней части церкви. Впечатляющий медный купол (его диаметр 22,7 метра при высоте 39) доминирует над сооружением. Хегеле также спроектировал интерьеры, сотрудничая с несколькими художниками-декораторами, скульпторы Георг Лейзек и Ханс Ратхауски создали рельефы, витражи и мозаики были созданы Леопольдом Форстнером, а работы по украшению алтаря выполнили Антон Каан, Франц Клуг, Карл Филипп и Адольф Пол. Сцена страшного суда была выполнена Гансом Зацкой. Лампы, люстры и настенные украшения являются яркими примерами изделий из металла в стиле Венского сецессиона. Потолок купола окрашен в синий цвет, усеян звёздами и стилизованными лучами по всему окулуюсу.
Две изогнутые колоннады охватывают пространство перед входом, зрительно расширяя флигели аркад по обе стороны церкви. Эти колоннады, построенные между 1906 и 1907 годами, содержат колумбарий и другие могилы.

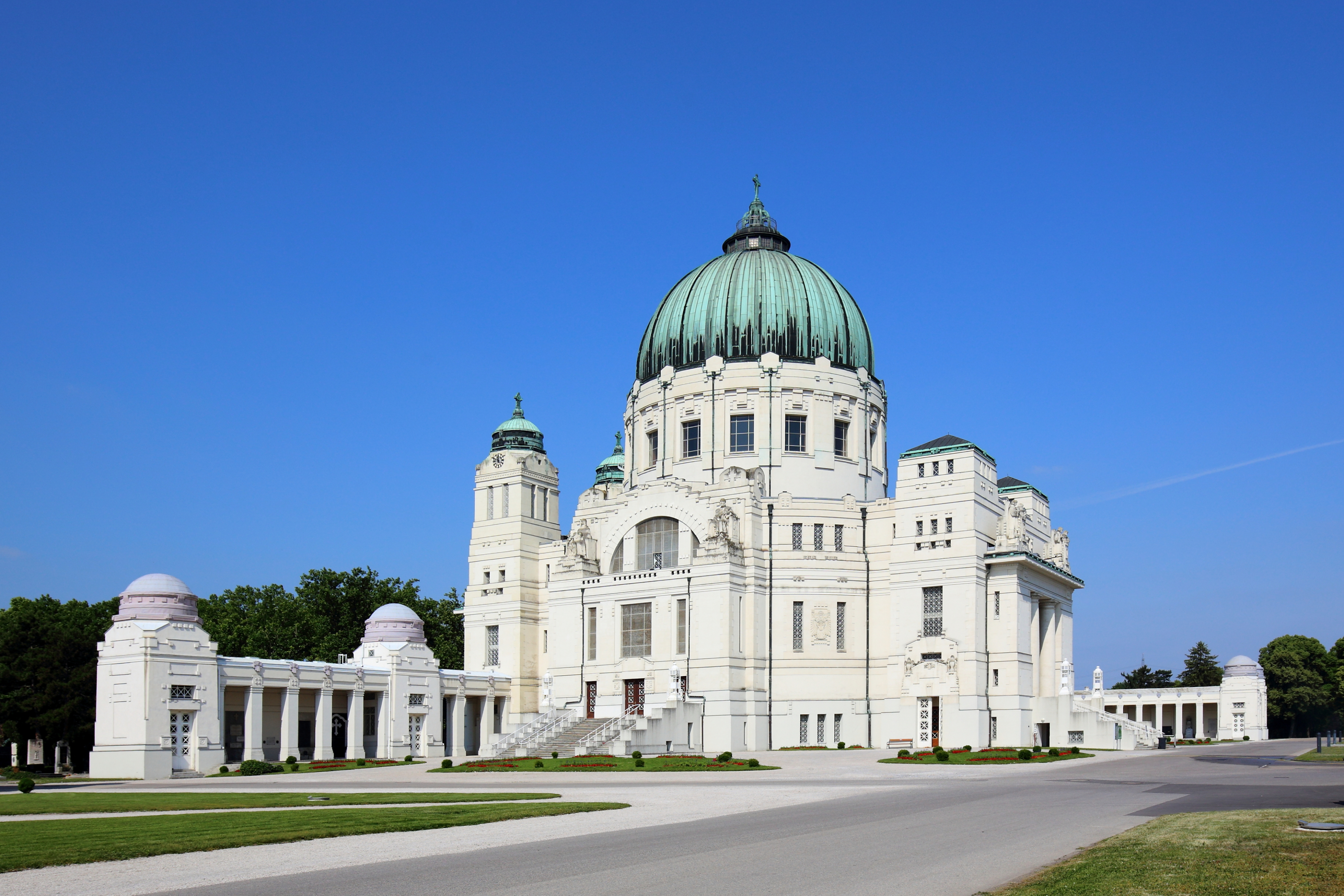
Церковь Св. Карла Борромео (восточная сторона).
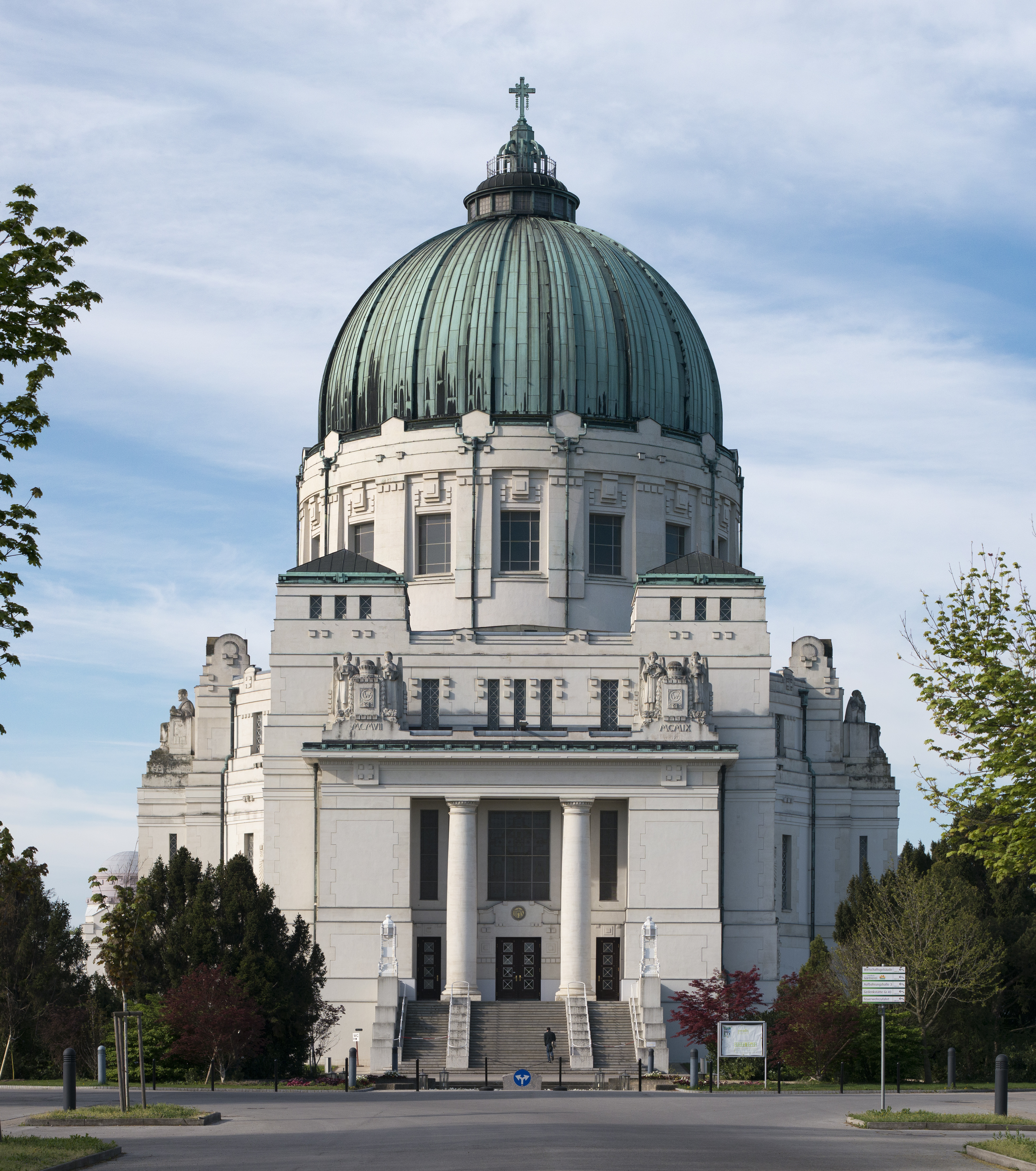
Церковь, вид спереди.
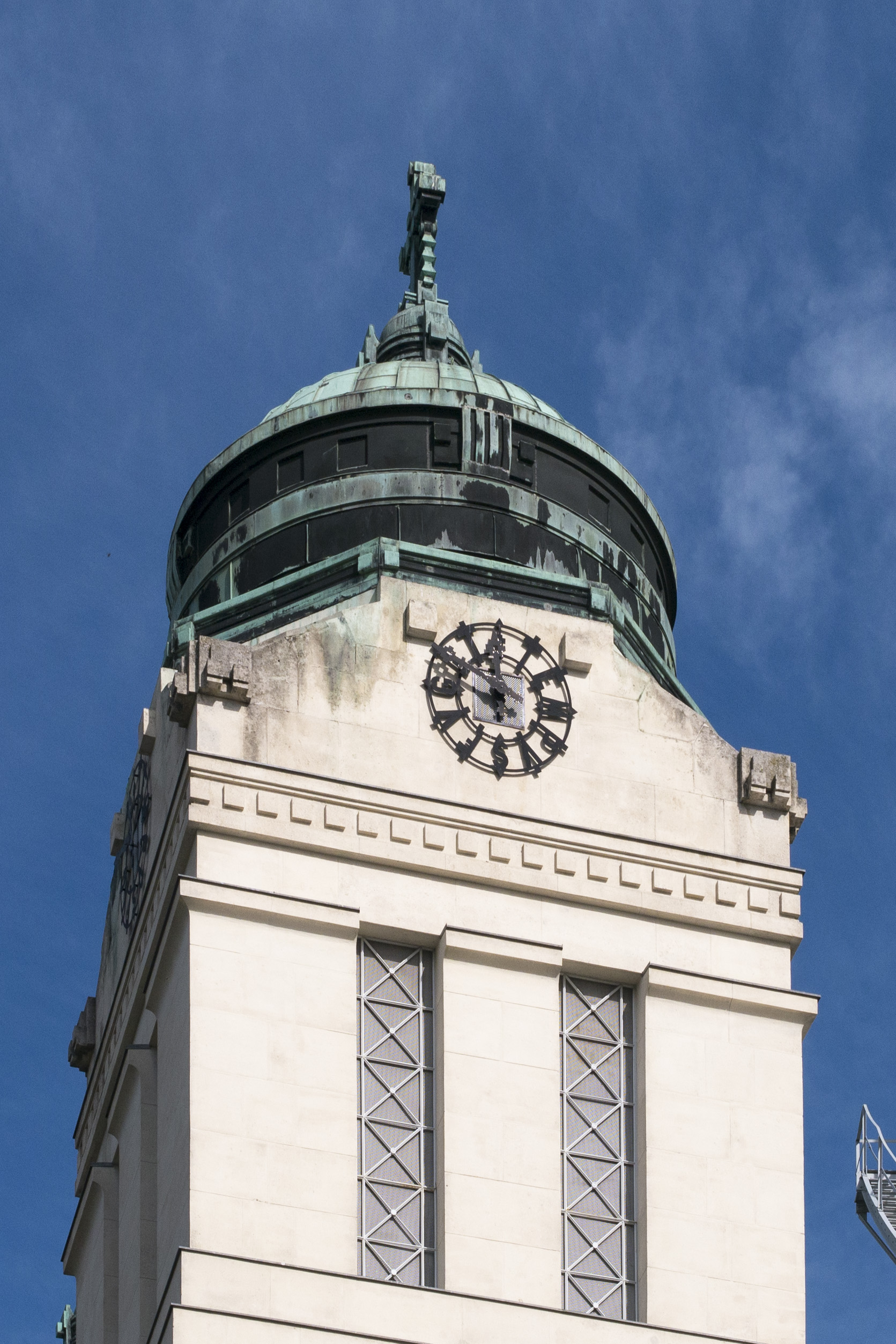
Колокольня.
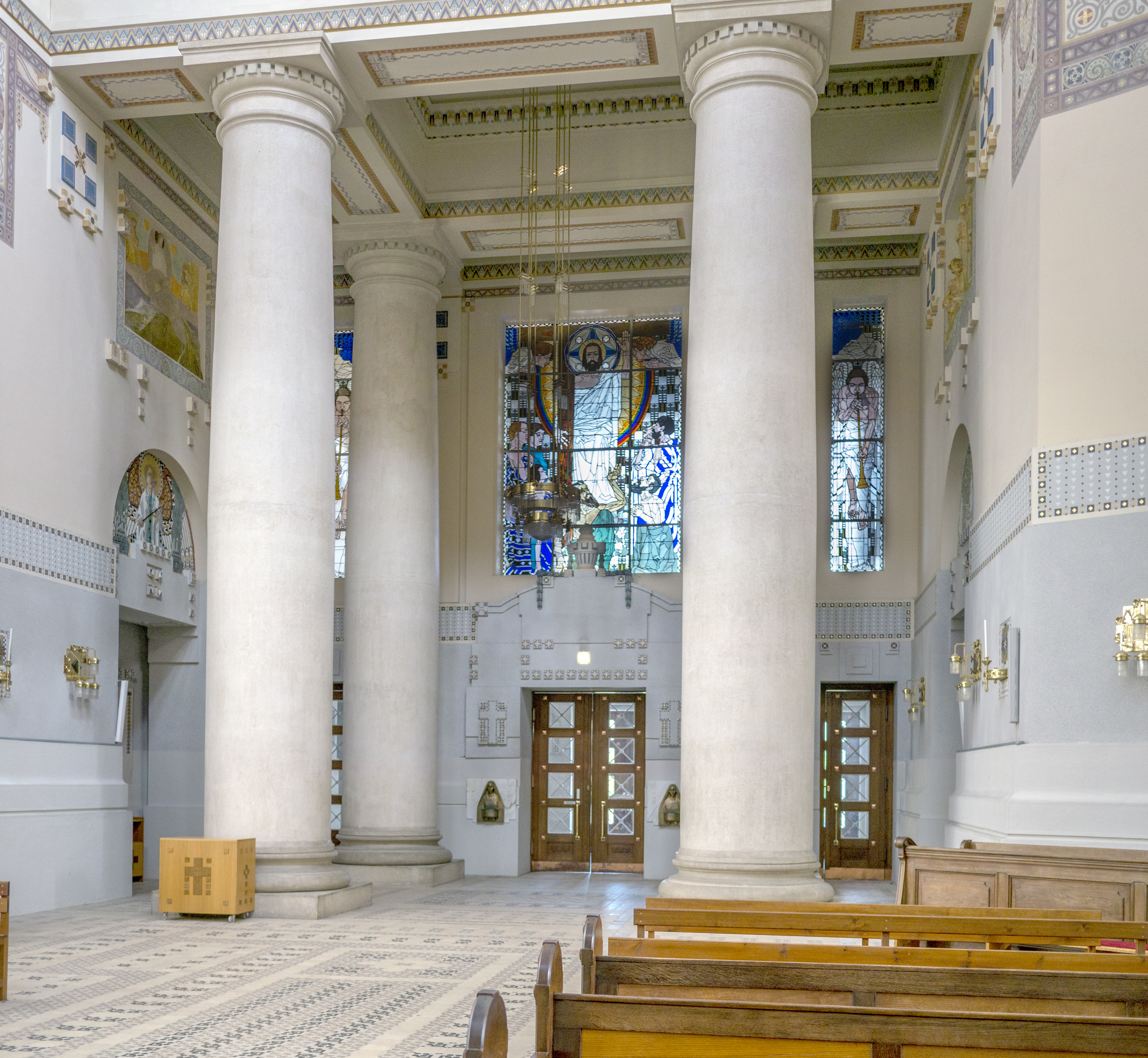
Интерьер церкви с люстрой, мозаикой и витражом.
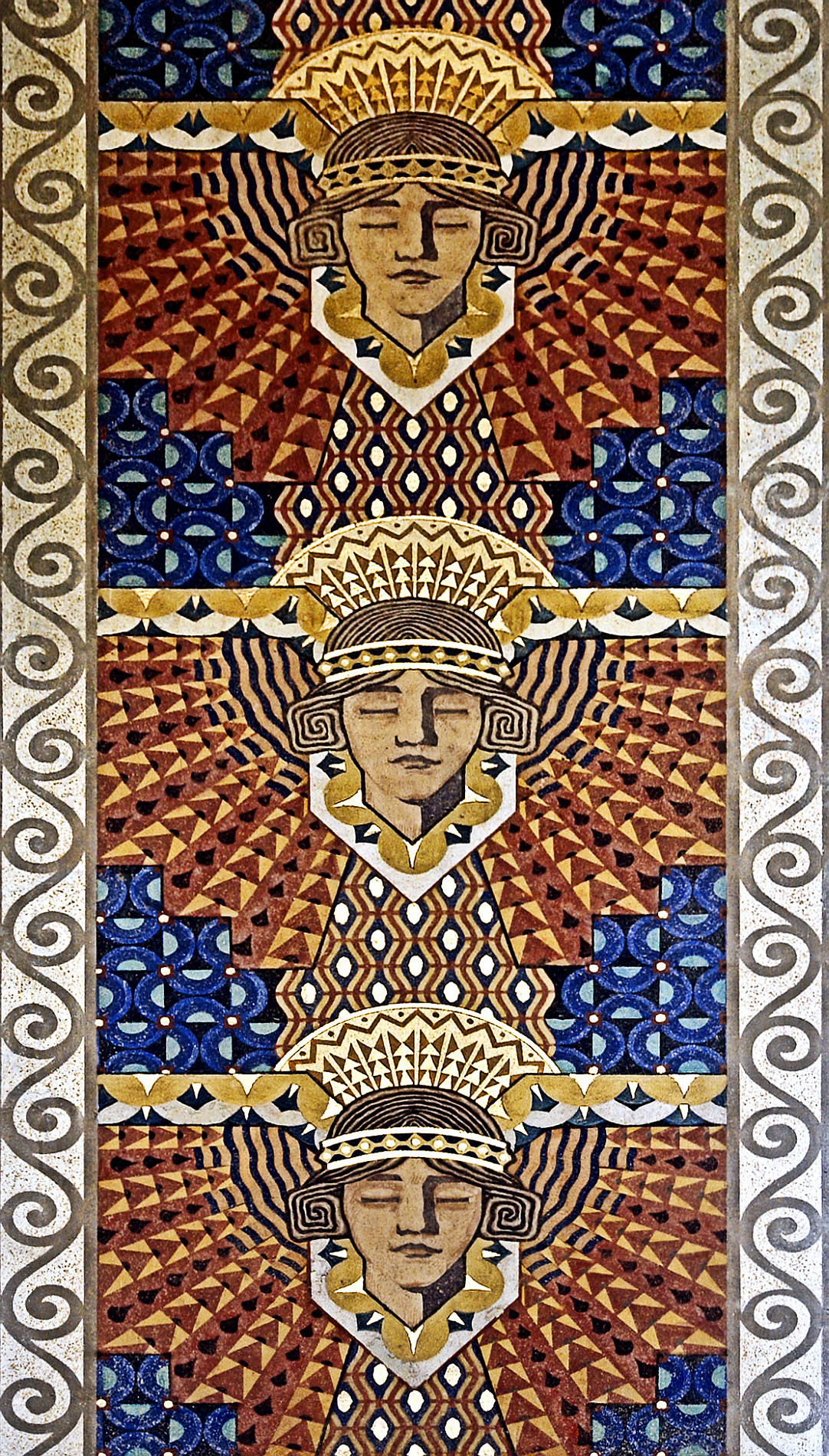
Орнамент колонн.
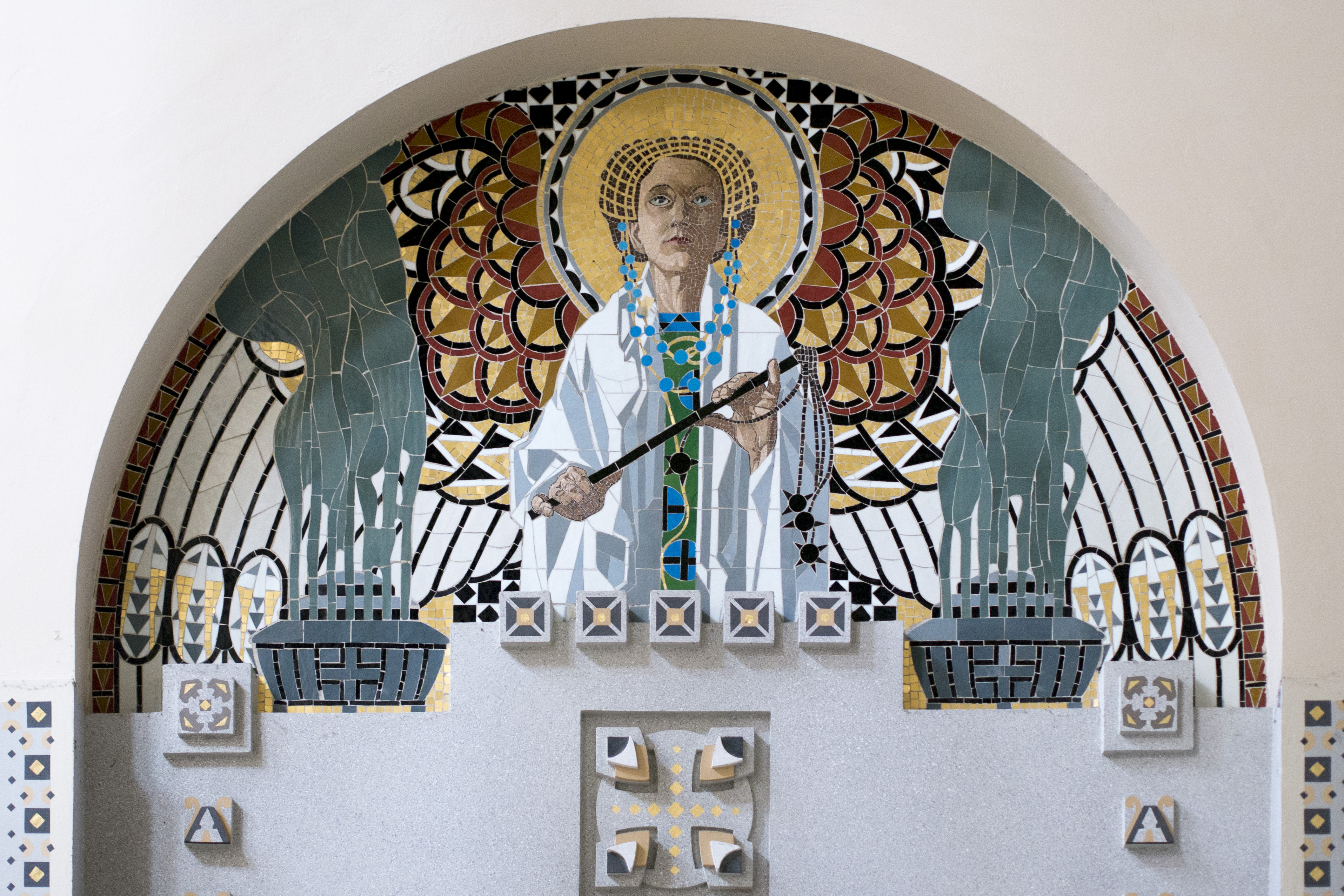
Люнет с мозаикой, изображающей страдания.
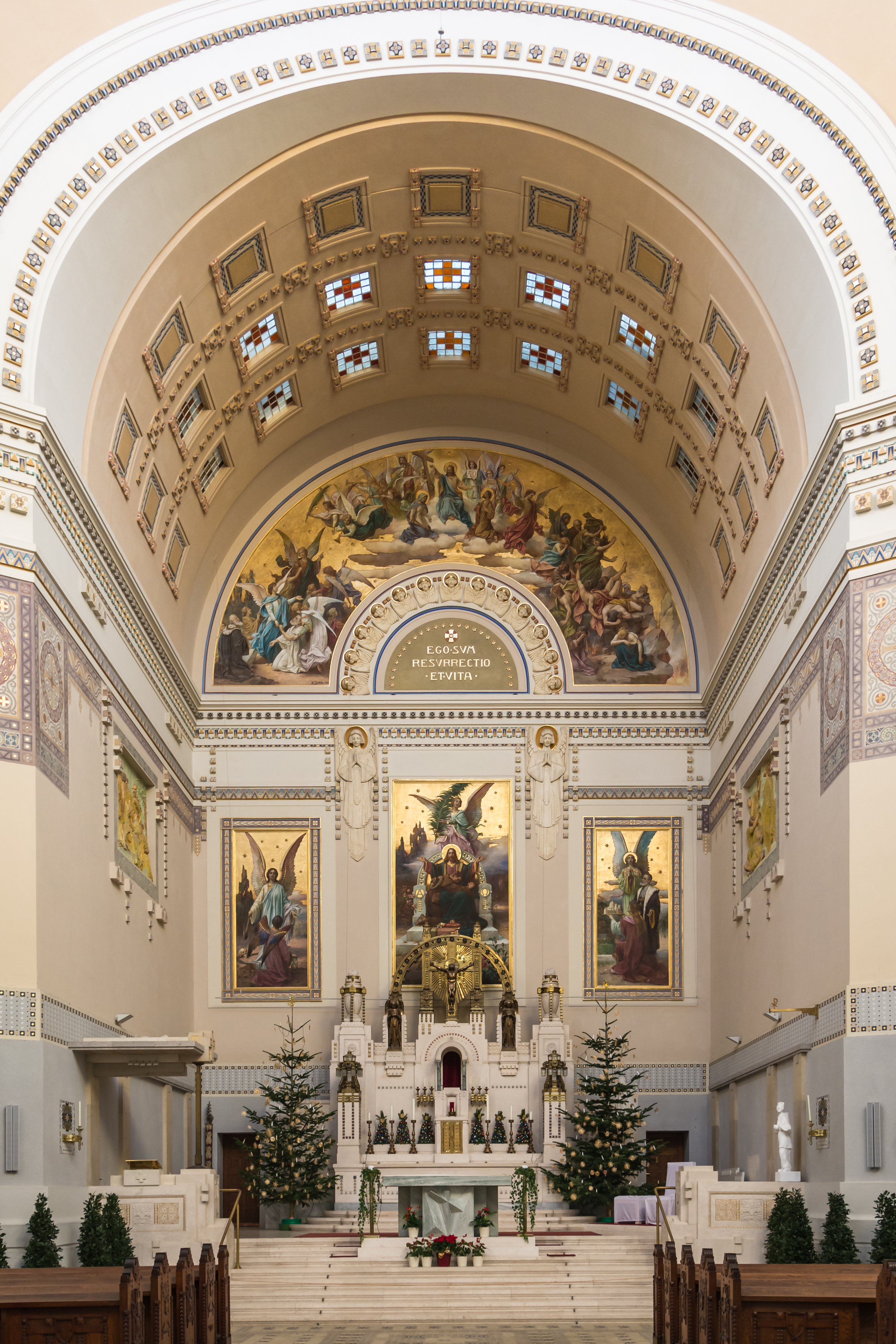
Главный алтарь.
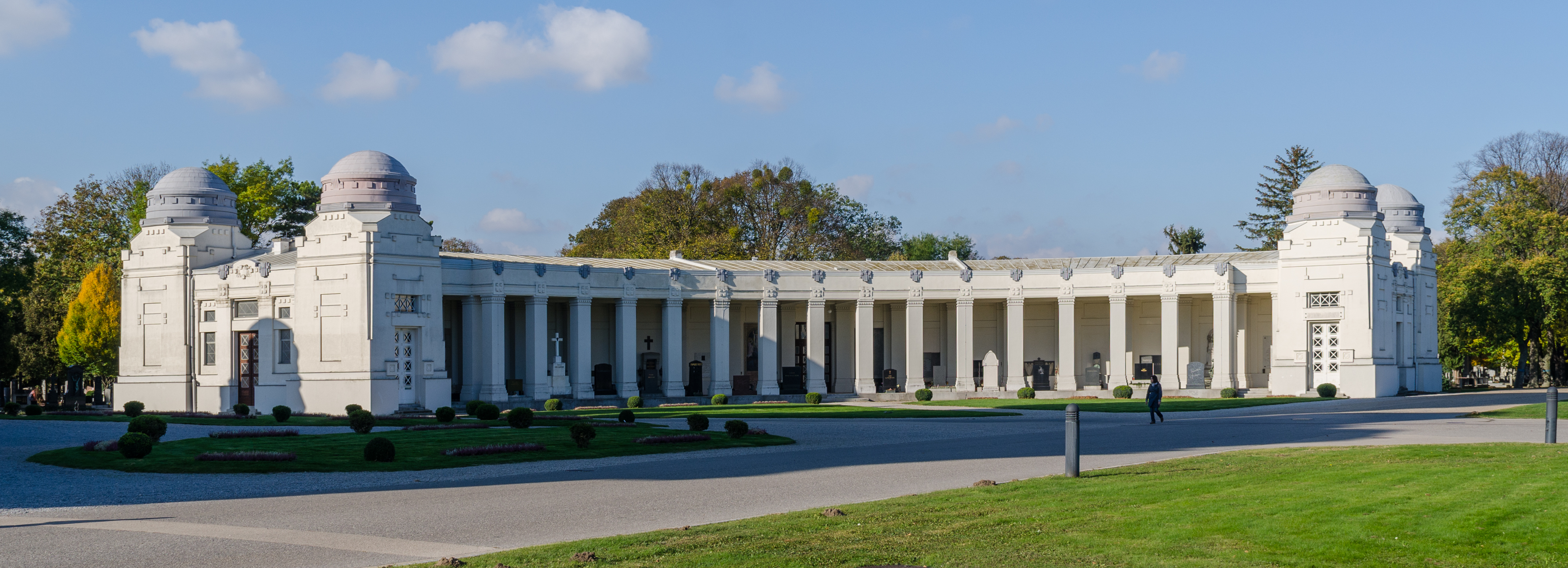
Колоннада справа с колумбарием и надгробиями.

### Приходская церковь Прессбаума (1906—1908)
На завершение проекта венского кладбища Хегеле потребовалось восемь лет, и за это время он создал несколько других проектов; среди них — приходская церковь Прессбаума (Pfarrkirche Pressbaum), единственный известный пример церкви в стиле Венского сецессиона в Нижней Австрии. Здание должно было заменить старую церковь в стиле барокко, и Макс Хегеле и его помощник Август Рехак были наняты для выполнения этой работы. После первоначального проекта  в стиле необарокко они переработали проект в стиле Венского сецессиона. Строительство началось в 1906 году (император Австро-Венгрии Франц Иосиф присутствовал на закладке первого камня) и закончилось в 1908 году, когда церковь была освящена и получила имя "Юбилейная церковь кайзера Франца Иосифа" по случаю 60-летия правления императора. Здание представляет собой замечательный пример архитектуры Венского сецессиона, смешанной с традиционной австрийской архитектурой. Планировка традиционна, с продольным нефом и высоким шпилем слева от фасада, но стиль Сецессиона проявляется во многих аспектах:  геометрический орнамент, расположение элементов на фасаде, мебель в стиле модерн (деревянные скамьи, исповедальни) и люстры из кованого железа. Также присутствуют средневековые и неоготические черты, такие как остроконечные арки и неосредневековые витражи. 

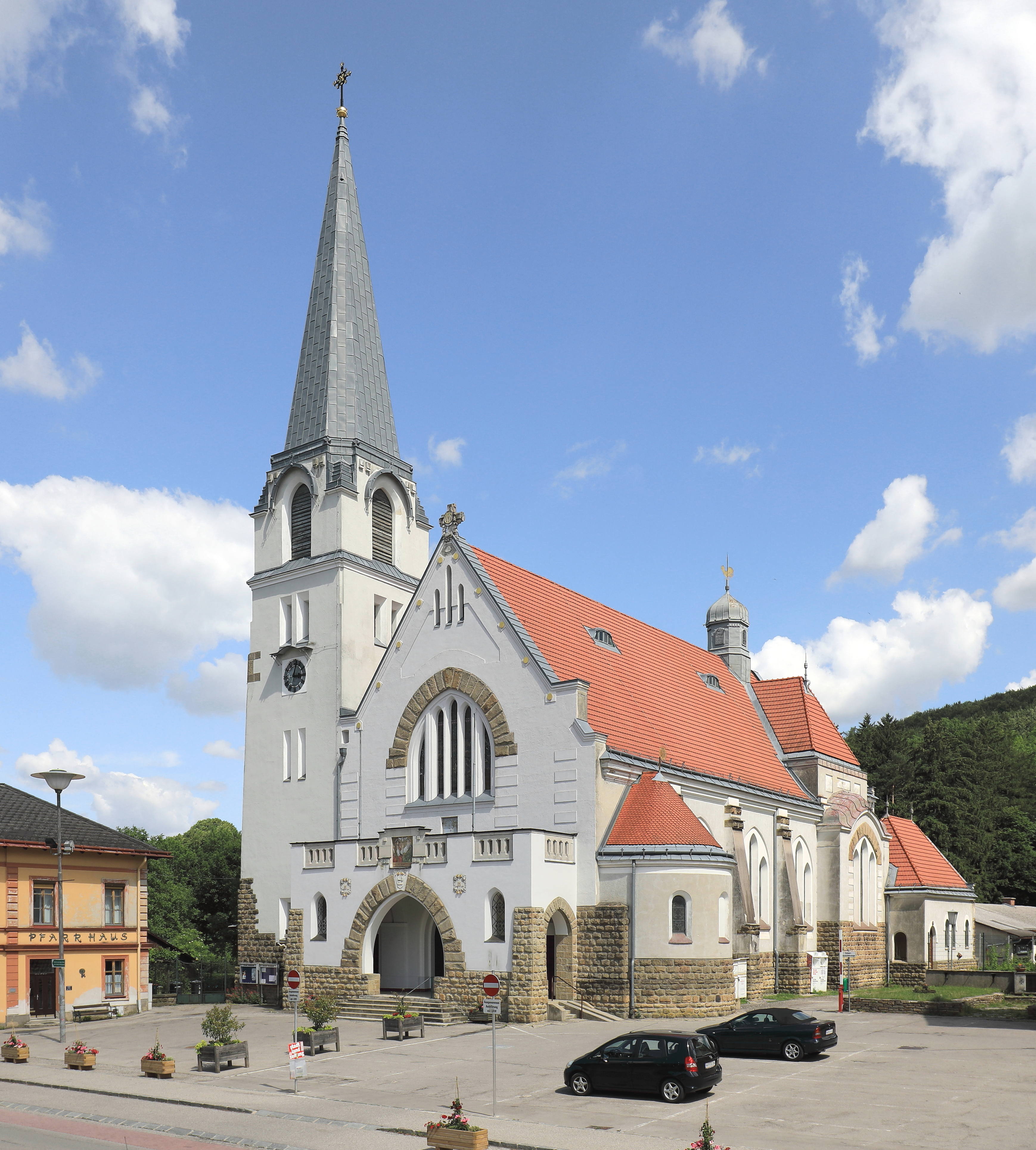
Приходская церковь Прессбаума.
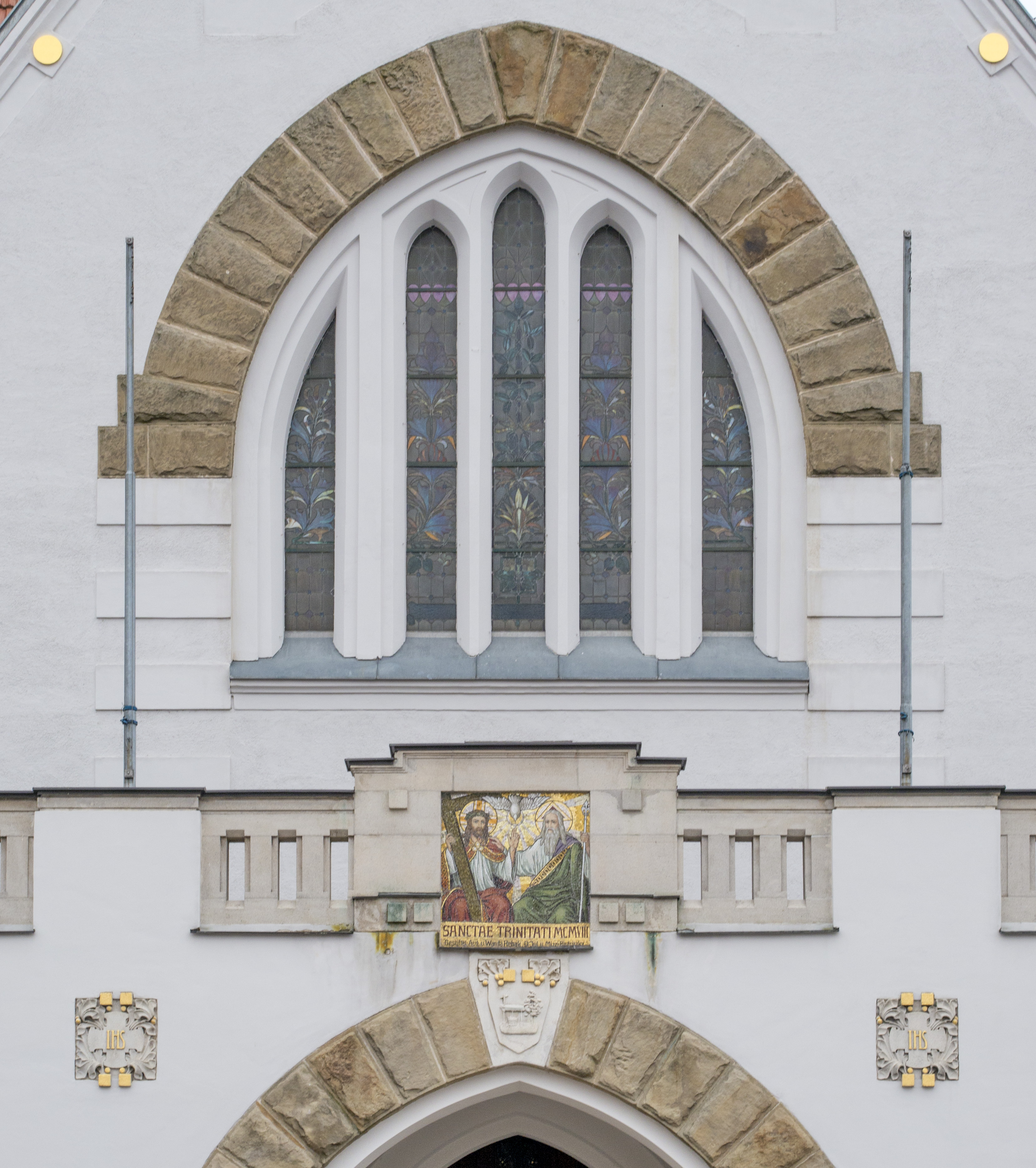
Деталь фасада с элементами готики и сецессиона.
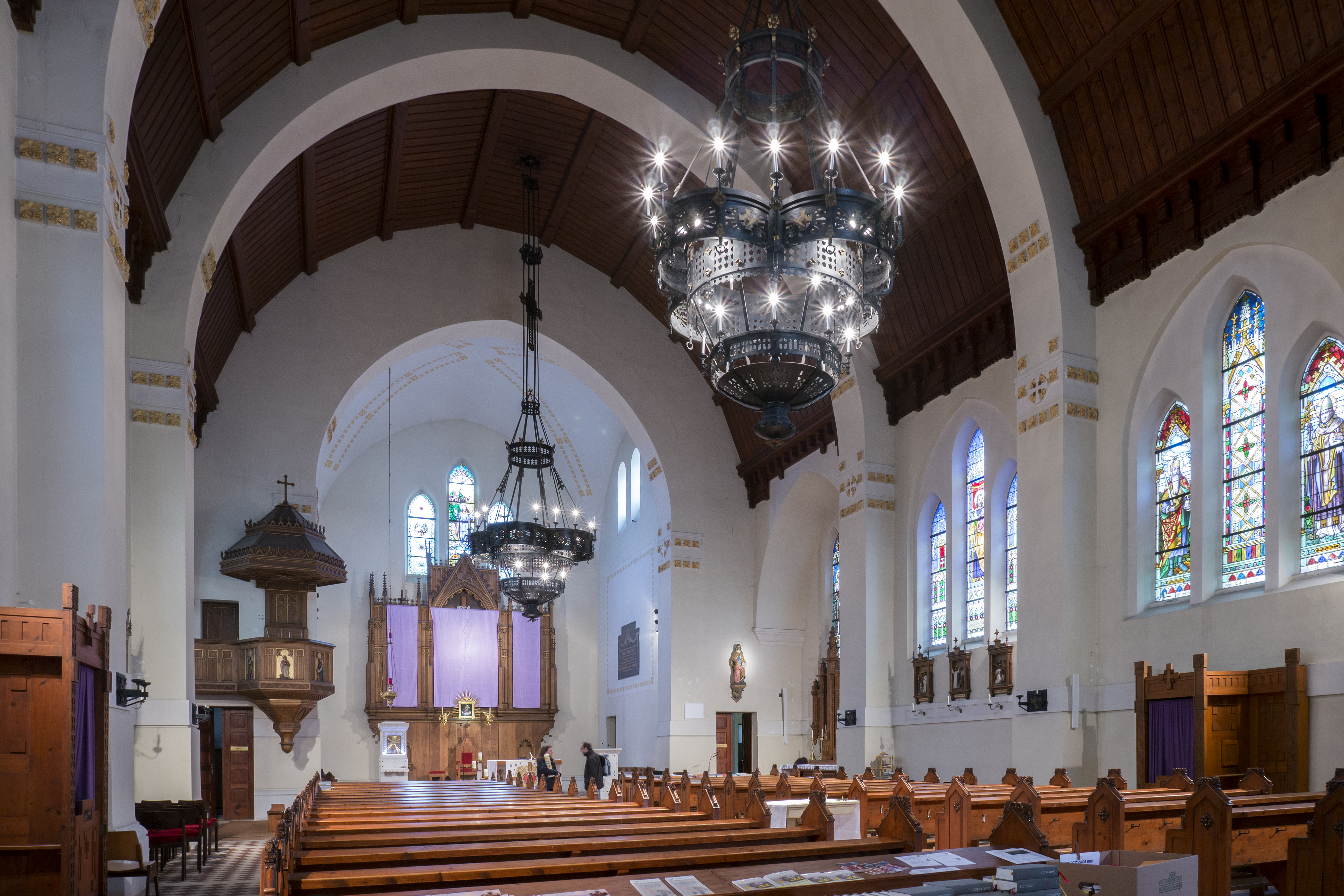
Интерьер
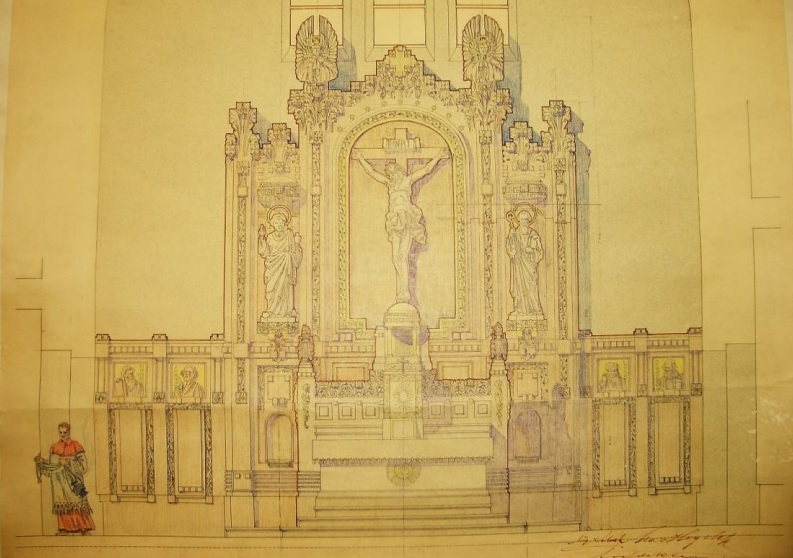
Проект запрестольного образа церкви.

### Часовня на кладбище Хадерсдорф-Вайдлингау (1908—1909)
1908 год был решающим для карьеры Хегеле. Он стал членом Центральной ассоциации австрийских архитекторов, председательствовал в Выставочном комитете архитекторов "Винер Баухютте", вступил в Австрийское общество христианского искусства и был назначен профессором строительной инженерии в Государственном университете.

В 1907 году муниципальный комитет Хадерсдорф-Вайдлингау решил построить часовню для богослужений на городском кладбище. Строительство часовни должно было финансироваться за счёт частных пожертвований, и тогдашний мэр Эдуард Герцманский внёс на это значительную сумму. Был сформирован специальный комитет, и Макс Хегеле был выбран для проектирования нового здания. Работы начались в 1908 году и закончились в следующем году, часовня была открыта 31 октября 1909 года. Как и в предыдущих случаях, Хегеле выполнил здание в стиле Сецессиона. Часовня крестообразная, белая снаружи, с медной двускатной крышей, завершающейся колокольней. Фасад характеризует широкое полукруглое окно. Внешний орнамент чисто геометрический, за исключением сложного распятия в верхней части задней стены. Фрески со стилизованными ангелочками и фризы с растительными мотивами украшают интерьеры, а витражи способствуют хорошему освещению храма. В часовне находятся две семейные гробницы: одна Эдуарда Герцманского, спроектированная Хегеле в 1909—1910 годах, и одна из гробниц Жана Герцманского, созданная скульптором Теодором Хуэном в 1912 году 

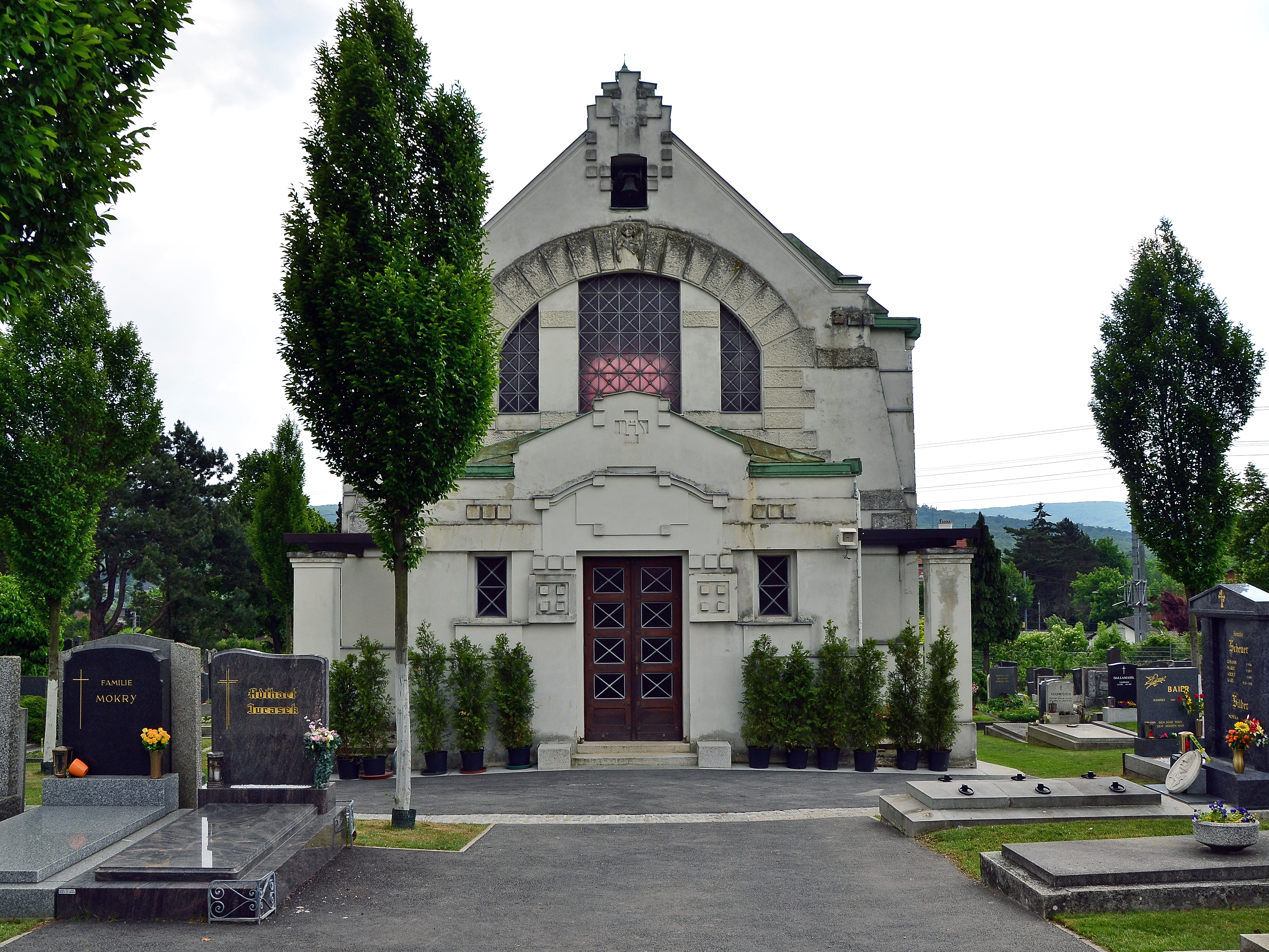
Передний план.
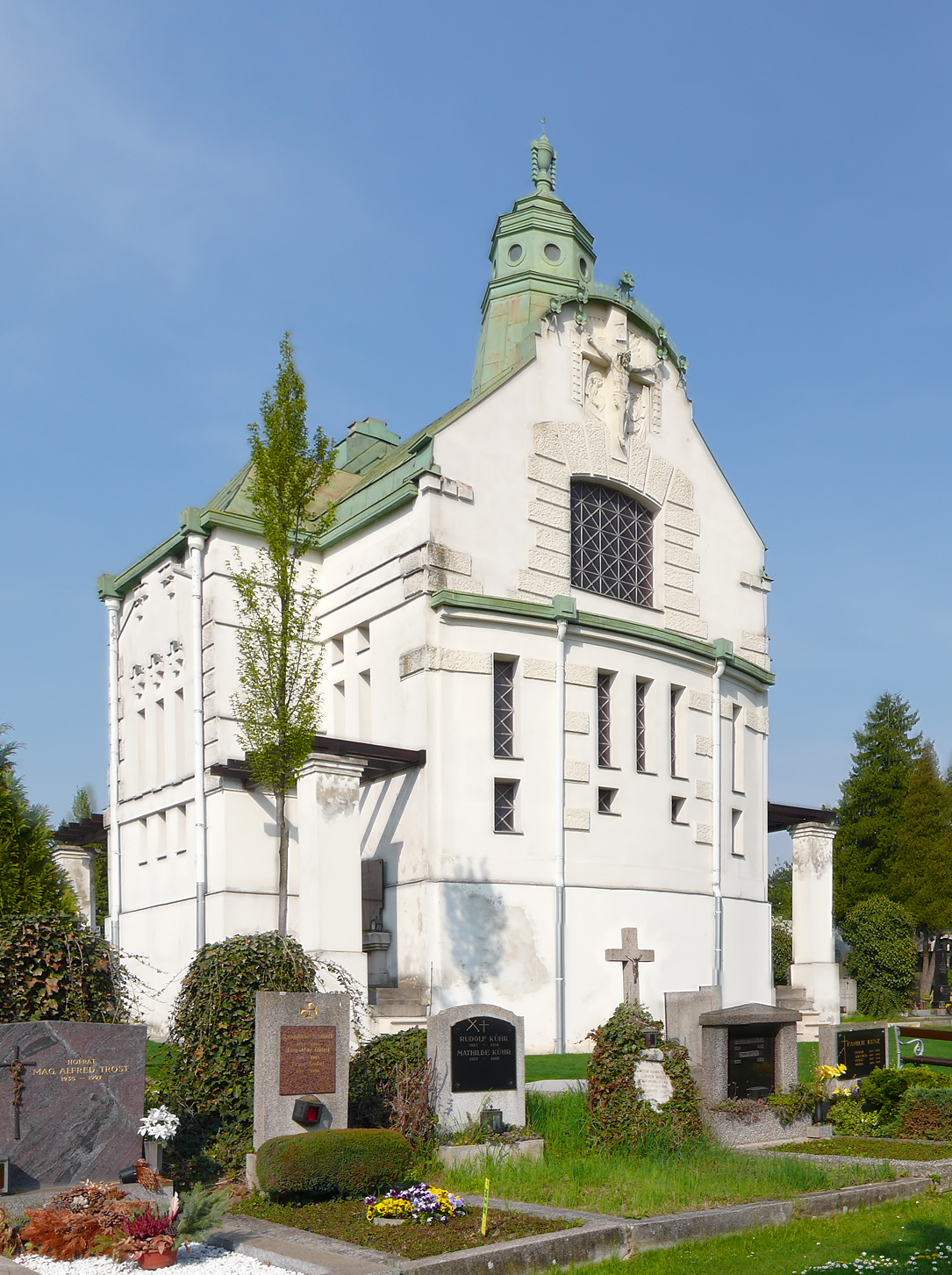
Вид сзади, Апсида.
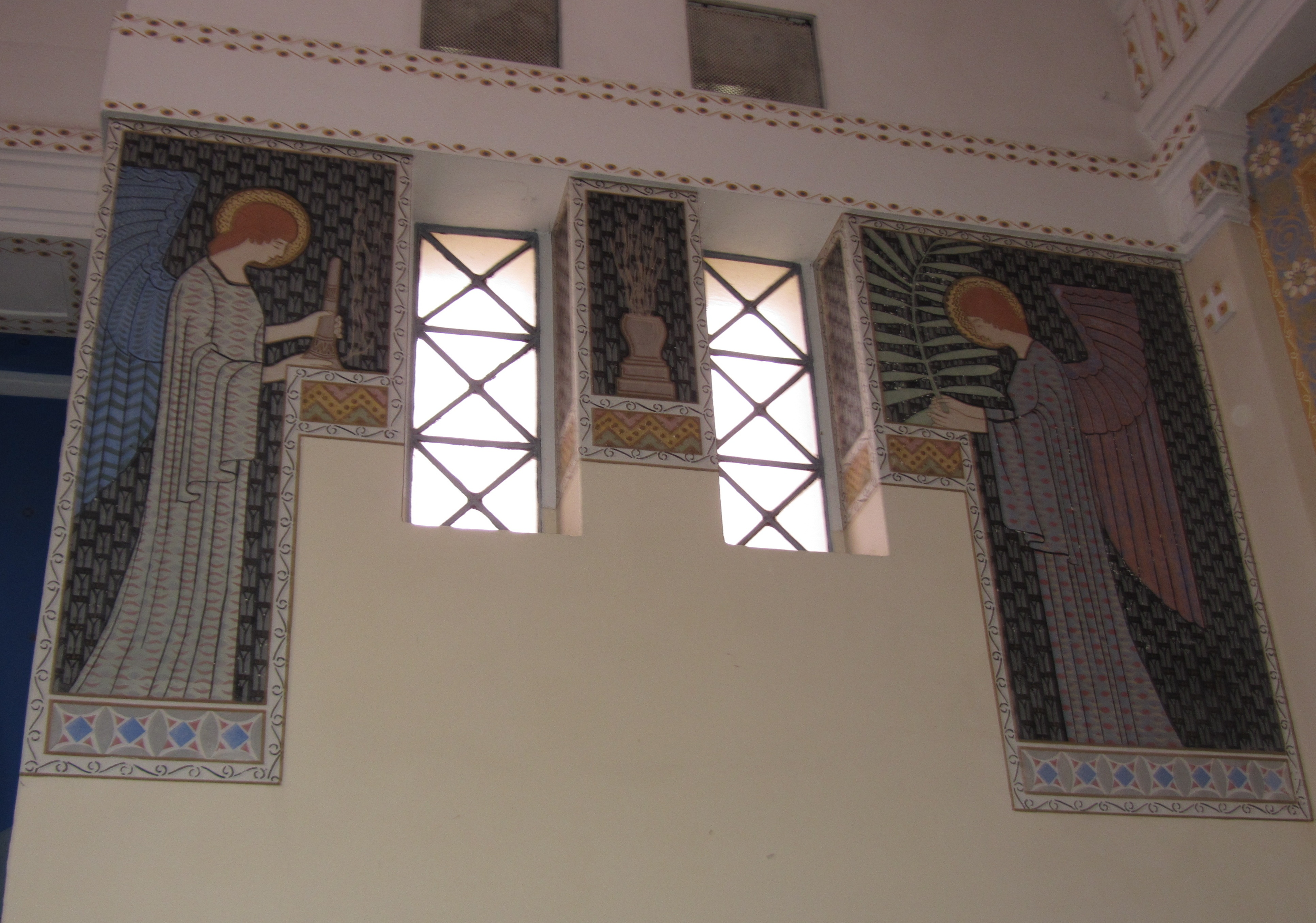
Фрески и фризы внутри часовни.
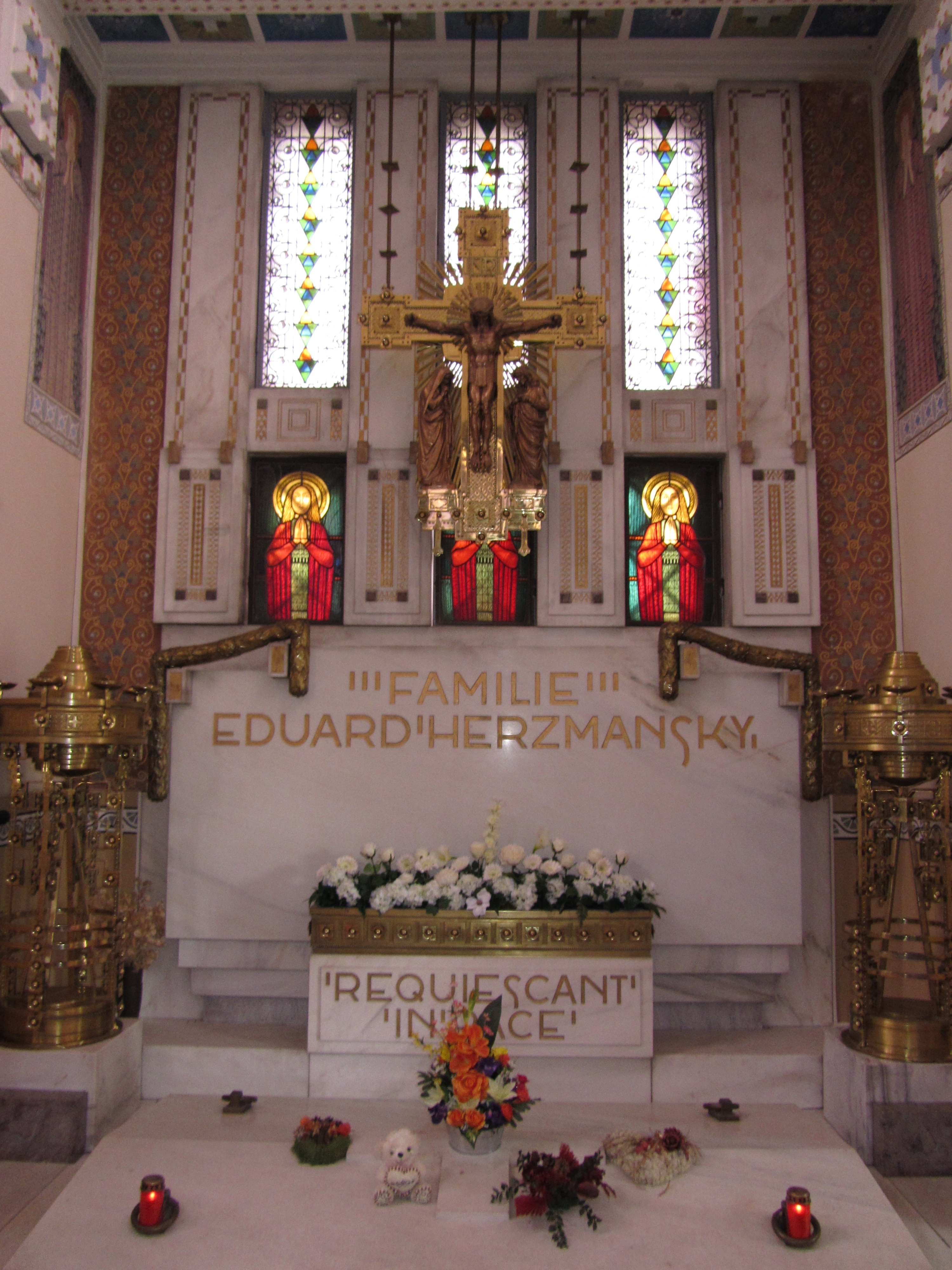
Гробница семьи Эдуарда Герцманских,
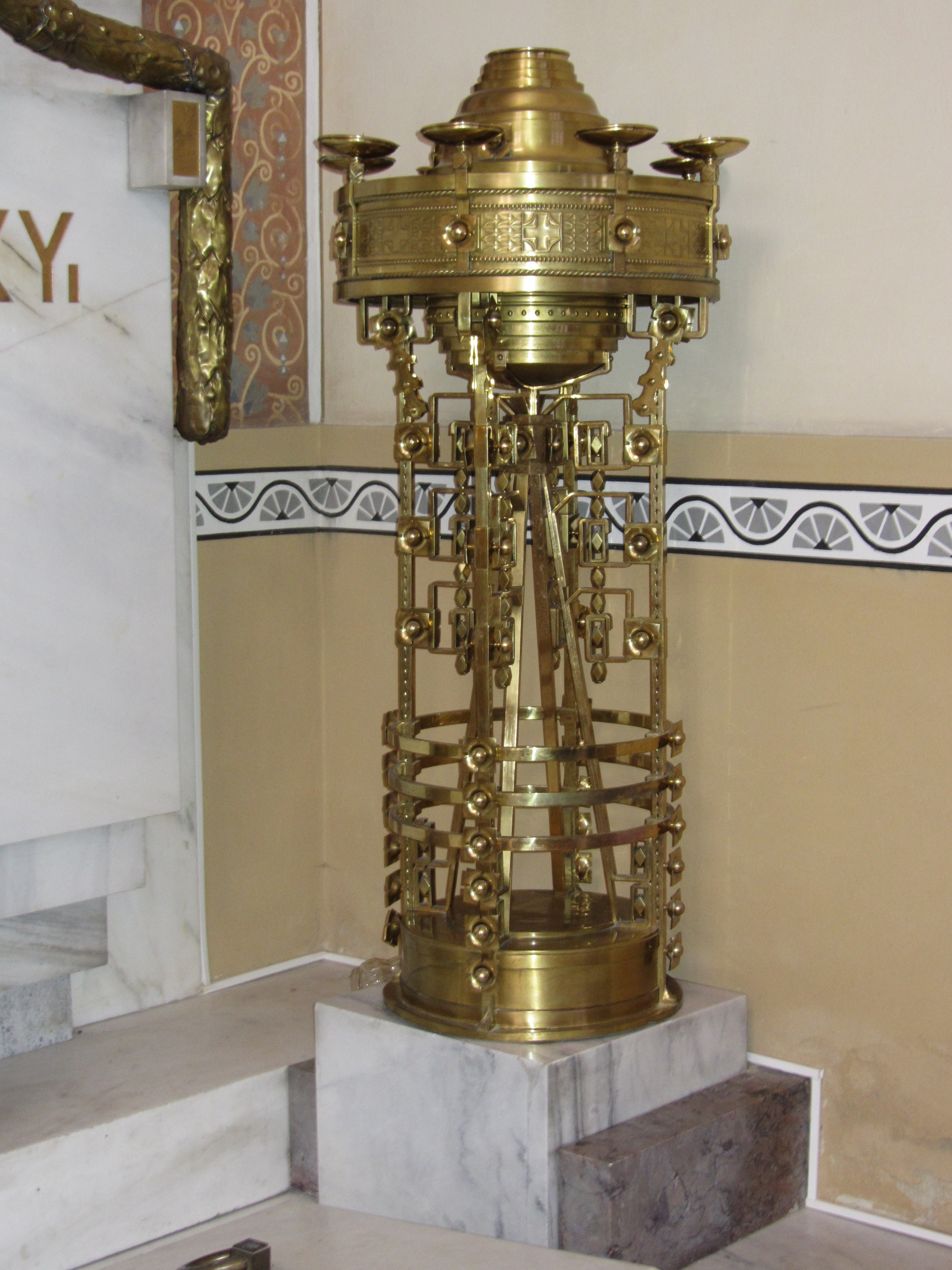
Деталь канделябров в стиле модерн.

### Другие общественные комиссии
За свою карьеру Хегеле спроектировал несколько общественных зданий, в основном в период с 1904 по 1911 год. 
Часовня Мартовской плотины (Marchdammkapelle) была построена в Энгельхартштеттене, Нижняя Австрия, с 1904 по 1906 год и посвящена святому Флориану. Часовня, созданная в сотрудничестве с Августом Рехаком, представляет собой каменное здание, выполненное в стиле эклектики, в котором влияние сецессиона проявляется только в некоторых деталях, в частности, во входе.
"Подъемы на филлградере" Хегеле — это сооружение, построенное в 1905—1907 годах в районе Марияхильф в Вене, которая пересекает улицы Филлградергассе и Теобальдгассе на разных уровнях. Построенная в стиле сецессиона из камня и чугуна, в 2004 году конструкция  на конкурсе самых красивых в Европе заняла четвертое место.
В 1908 году австрийский промышленник Артур Крупп нанял Макса Хегеле и Баурата Ганса Пешля для выполнения проектов двух школьных зданий в Берндорфе. Экстерьер школ выполнен в эклектике (отсюда и название Schulpalästen, «Школьные дворцы»), а внутри каждый класс был оформлен в разном стиле, от использования  дорического ордера до ампира, художники Франц Вильгельм Ладевиг и Роберт Юттнер выполнили оформление интерьеров.
В том же году Хегеле снова сотрудничал с Августом Рехаком при строительстве моста Flözersteig, который соединил 14-й и 16-й районы Вены. Мост является примером функциональной конструкции в стиле Венского сецессиона. 
В 1911 году Хегеле  строит памятник польскому пианисту Теодору Лешетицкому в Türkenschanzpark (18-й район). Памятник состоит из изогнутой стены скамейки со спинкой, в которую вмонтирован медальон с рельефом музыканта работы скульптора Уго Тагланга.
Из этих проектов и тех, которые были не реализованы, очевидно, что Хегеле, в основном, использовал  стиль Венского сецессиона, но при этом прибегал также к использованию эклектики в своих проектах, а также на его стиль имел влияние стиль в которых были выполнены сельские английские церкви

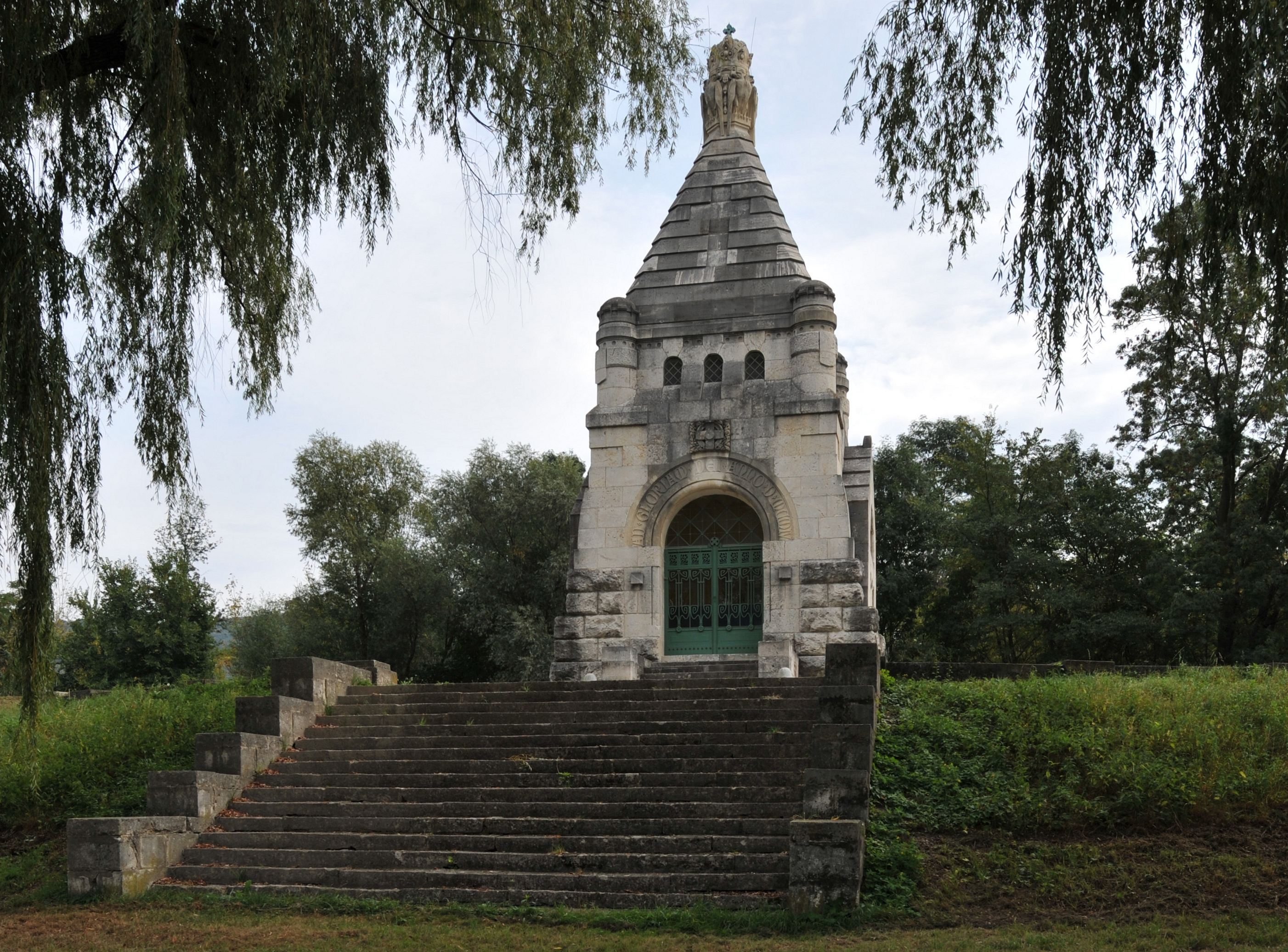
Часовня Мартовской плотины.
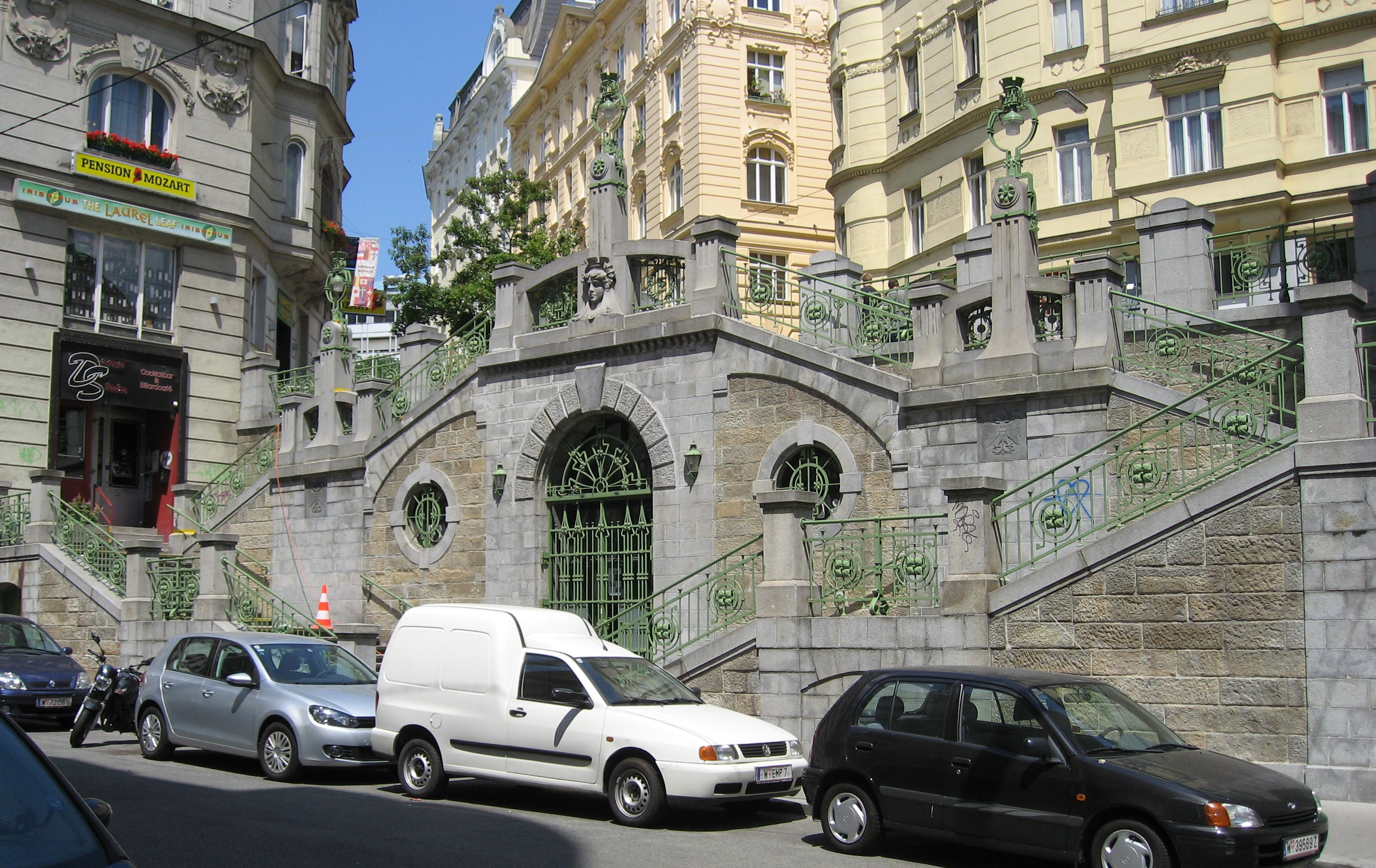
Филлградергассе, Марияхильф, Вена.
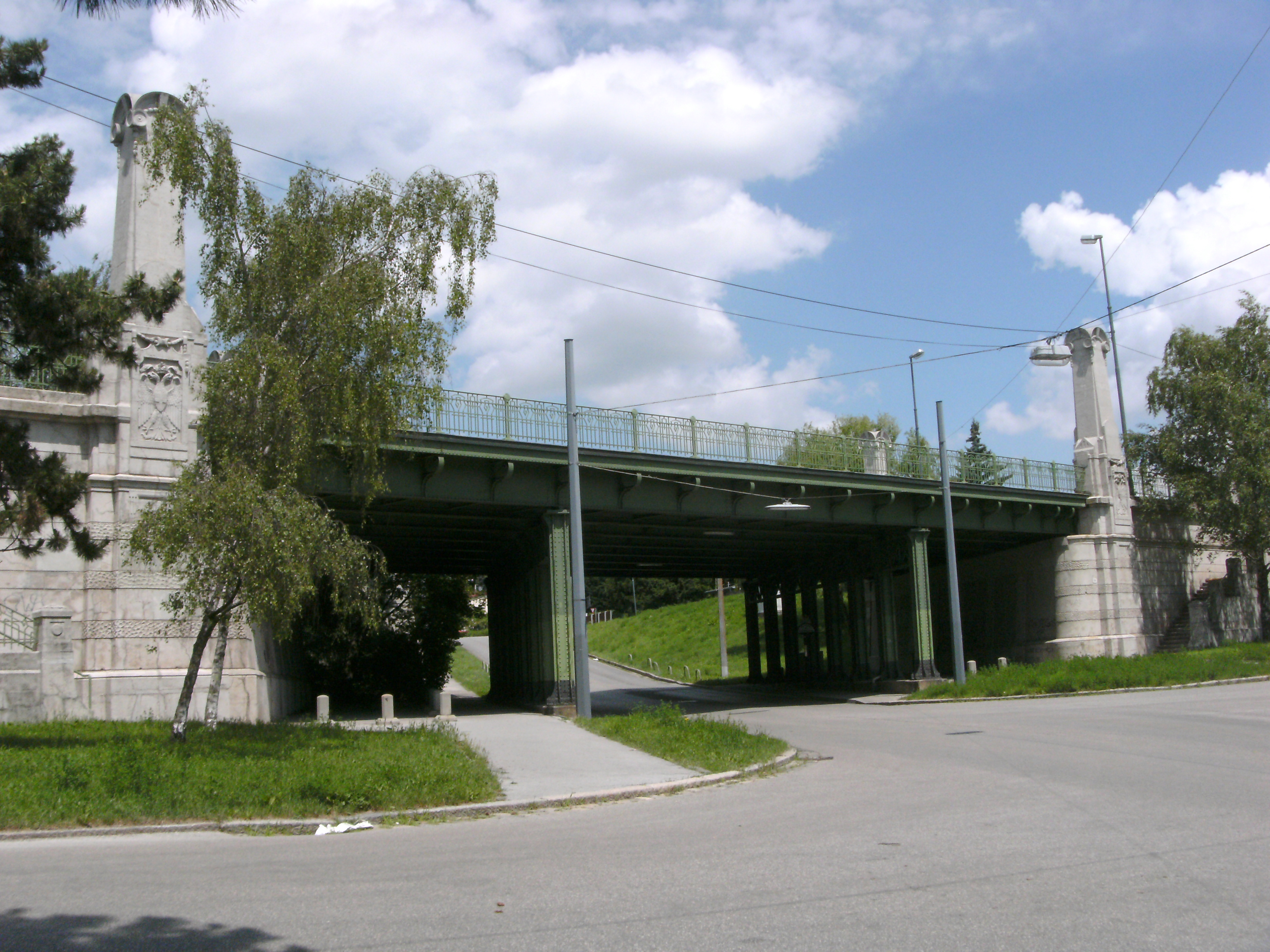
Мост Флезерштайг, 14-16 округа, Вена.
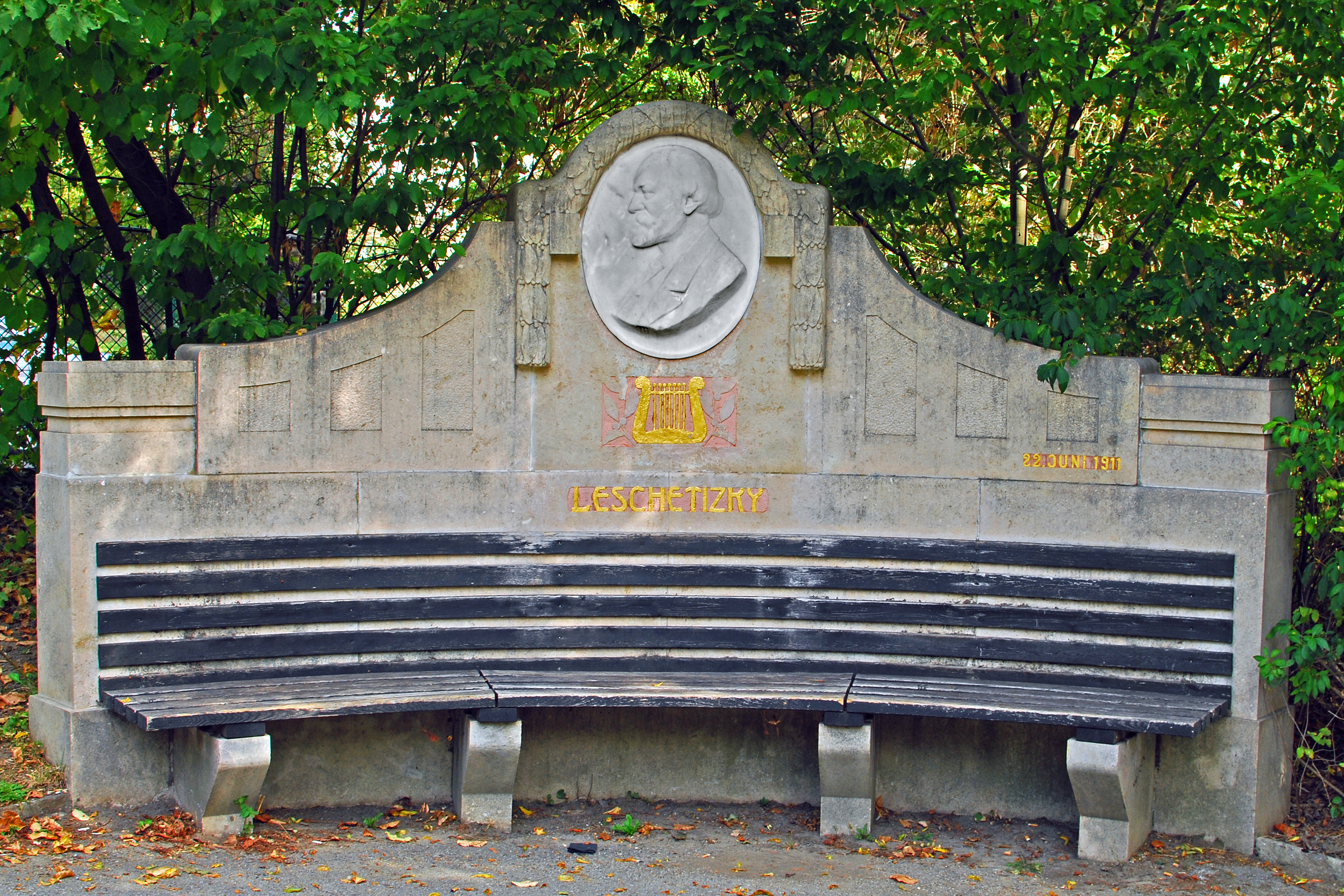
Памятник Теодору Лешетицкому со скамейкой, 18-й район Вены.

### Жилые дома и военные годы

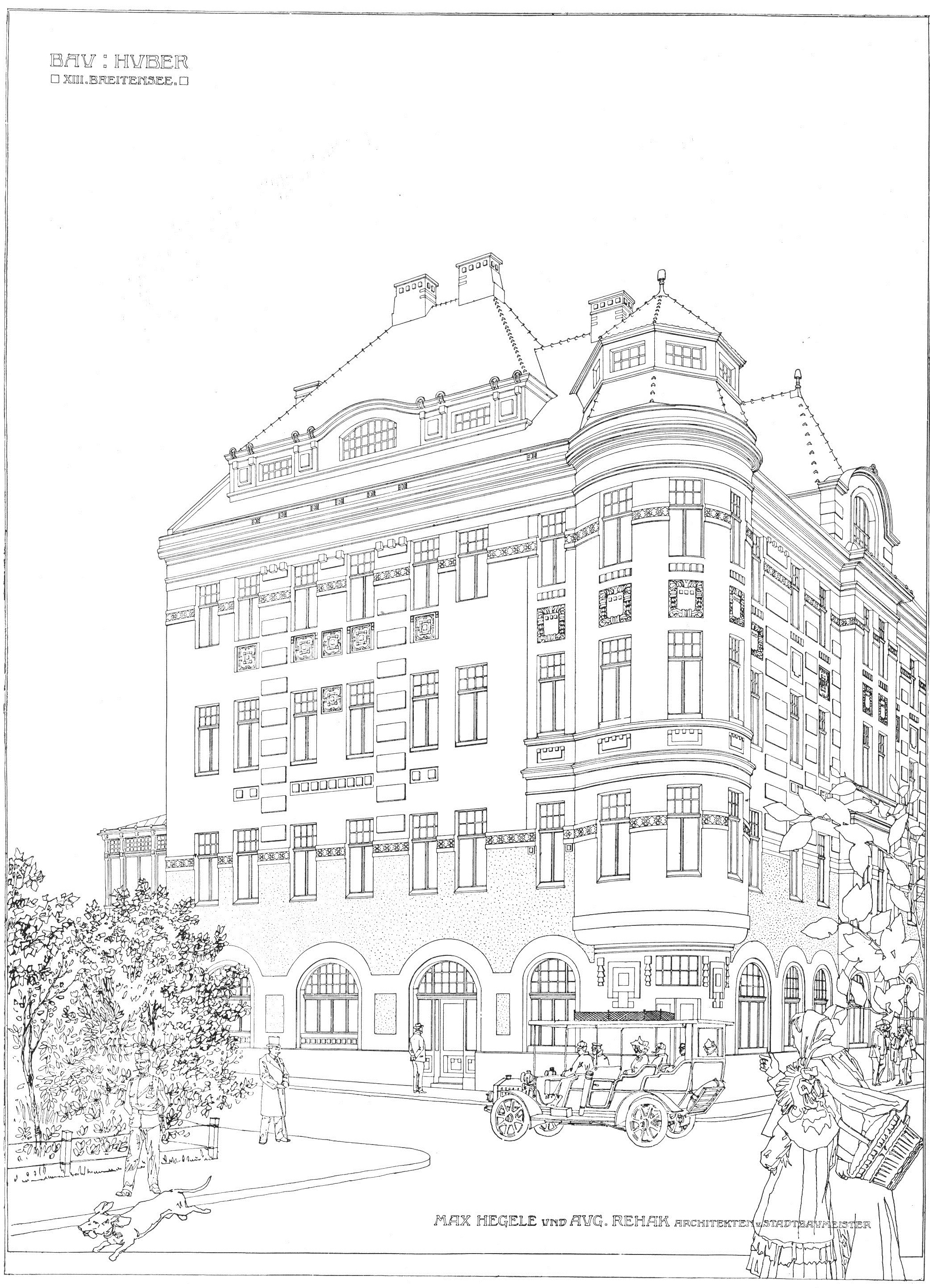
Жилой дом на Брайтензер-штрассе, рисунок Макса Хегеле.

В 1906—1907 годах Хегеле и Рехак  построили жилой дом на Брайтензер-штрассе в Вене. Это четырёхэтажное здание отличается живописной угловой башенкой с остроконечной крышей и наличием геометрического и растительного орнамента.  Влияние Венского Сецессиона проявляется и в крыше, где архитекторы использовали металл и стекло для придания формы чердаку.
За исключением этого раннего примера, именно в 1910-х годах деятельность Хегеле в области постройки жилых зданий активизировалась. 
В 1912 году он завершил строительство трёх жилых домов на Висбергассе в Вене. Фасады спроектированы так, чтобы они согласовывались  друг с другом, создавая впечатление единого архитектурного ансамбля. Декор зданий очень прост, и он отличает одну секцию от другой.  Как всегда Хегеле уделял большое внимание деталям, в частности входам.
 

Два следующих здания были построены в 1914 году на Криемхильдплац, на углу Маркграф-Рюдигер-штрассе, напротив друг друга, выполнение с симметрией. Рифлёные лесенки с капителями украшают первый этаж, а фронтоны и простые лепные украшения на верхних этажах украшают простые фасады. Такой подход к отделке зданий в общем отражает общую тенденцию венской архитектуры: в 1910-х годах многие архитекторы стремились перейти к более простым проектам с небольшим орнаментом и иногда к строгим каменным фасадам (по этому пути пошёл и Отто Вагнер). 

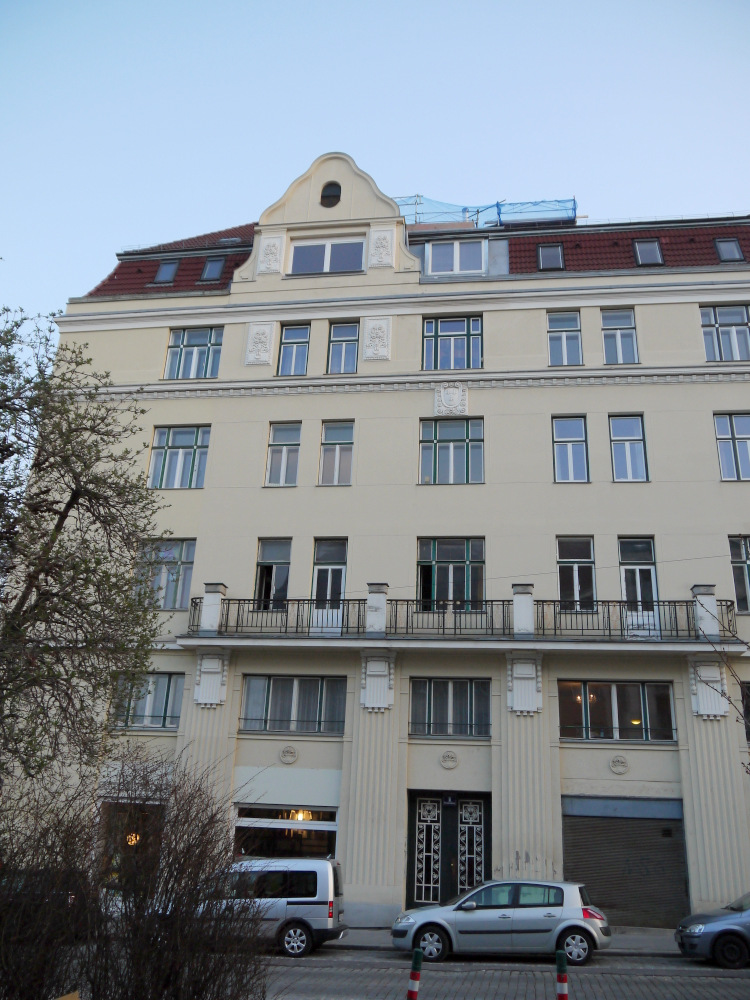
Здание по адресу Kriemhildplatz 1 (на ремонте).
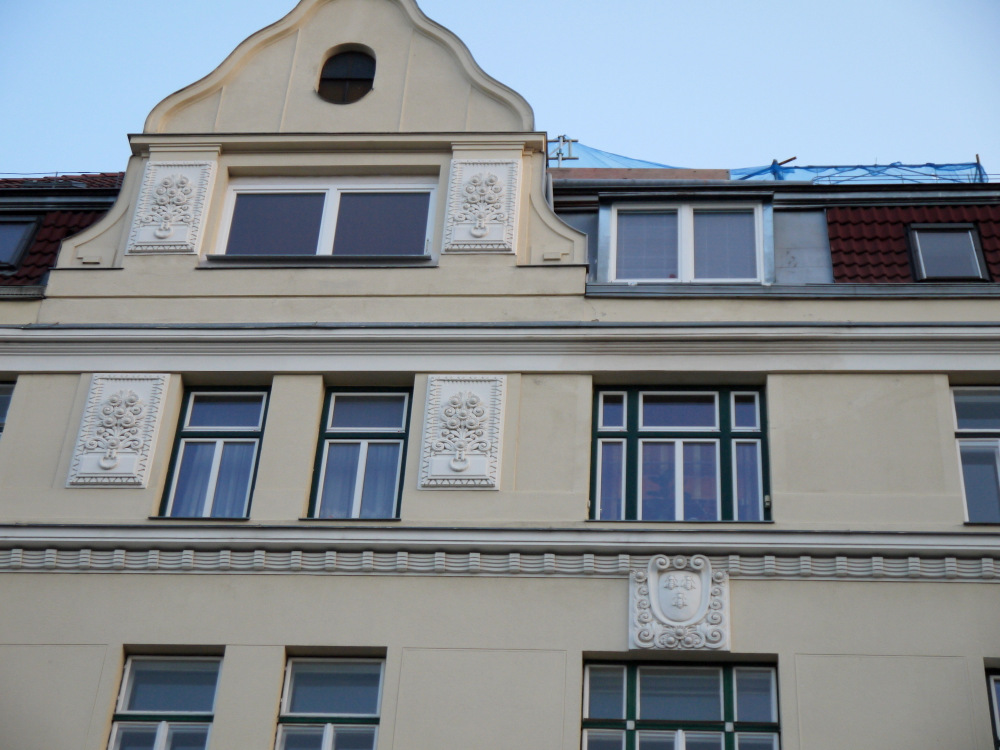
Здание на Kriemhildplatz 1, деталь верхнего этажа с фронтоном.
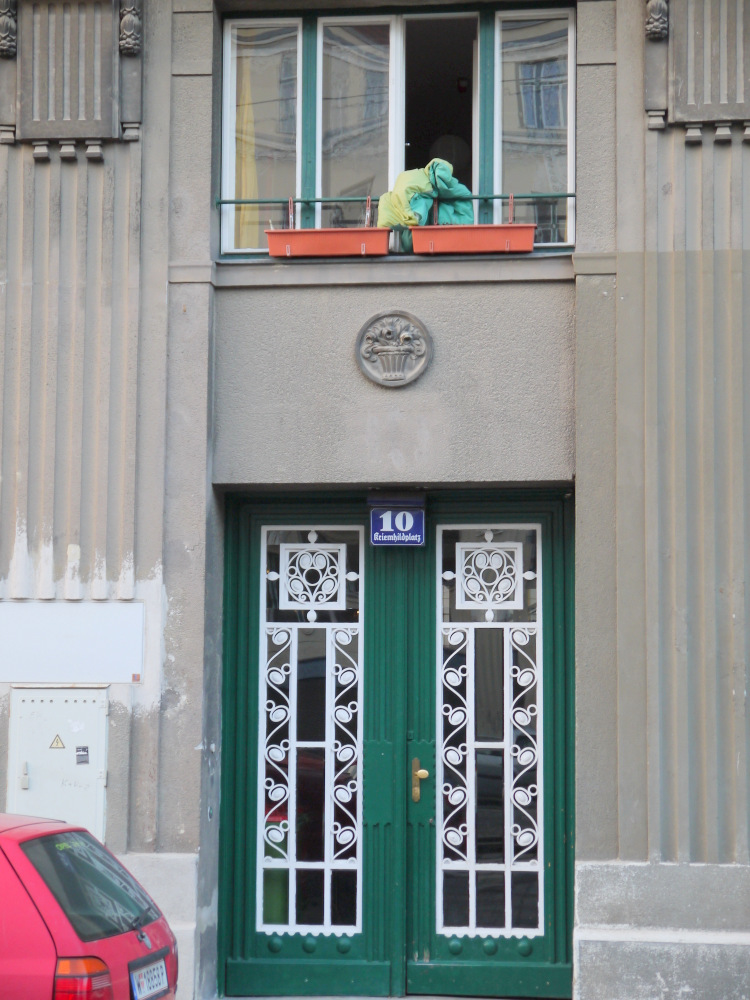
Дом по адресу Kriemhildplatz 10, деталь входа.

Во время Первой мировой войны Хегеле временно прекратил свою преподавательскую деятельность, так как был назначен руководителем работ Императорской военной академии в звании лейтенанта. Война остановила строительство его моста Асперн (Aspernbrücke) в центре Вены, которое началось в 1913 году. Металлургам приходилось служить на оружейных заводах, и даже после окончания конфликта нехватка угля (необходимого для производства бетона) ещё больше задерживала восстановительные работы. Аспернбрюке - арочный мост, был открыт 1 декабря 1919 года, но фактически был завершён в 1922 году. Он был разрушен в 1945 году во время Второй мировой войны.

### После первой мировой войны
После войны Австро-Венгерская империя распалась, и была провозглашена республика. Венский сецессион вышел из моды в Красной Вене.  Учитывая отсутствие работы в столице, Хегеле работал в основном в Нижней Австрии. Одним из крупных проектов, реализованных им в этот период, является здание Региональной больничной кассы в Санкт-Пельтене (в сотрудничестве с Флорианом Прантлем), спроектированное в 1925—1926 годах в архитектурном стиле, типичном для Австрии межвоенного периода: элементарные геометрические формы, жёсткие линии, очень простой орнамент и остроконечные арки. Сильно изменённое и упрощённое в период с конца 1950-х до начала 1960-х годов здание было снесено в 2000-х годах.

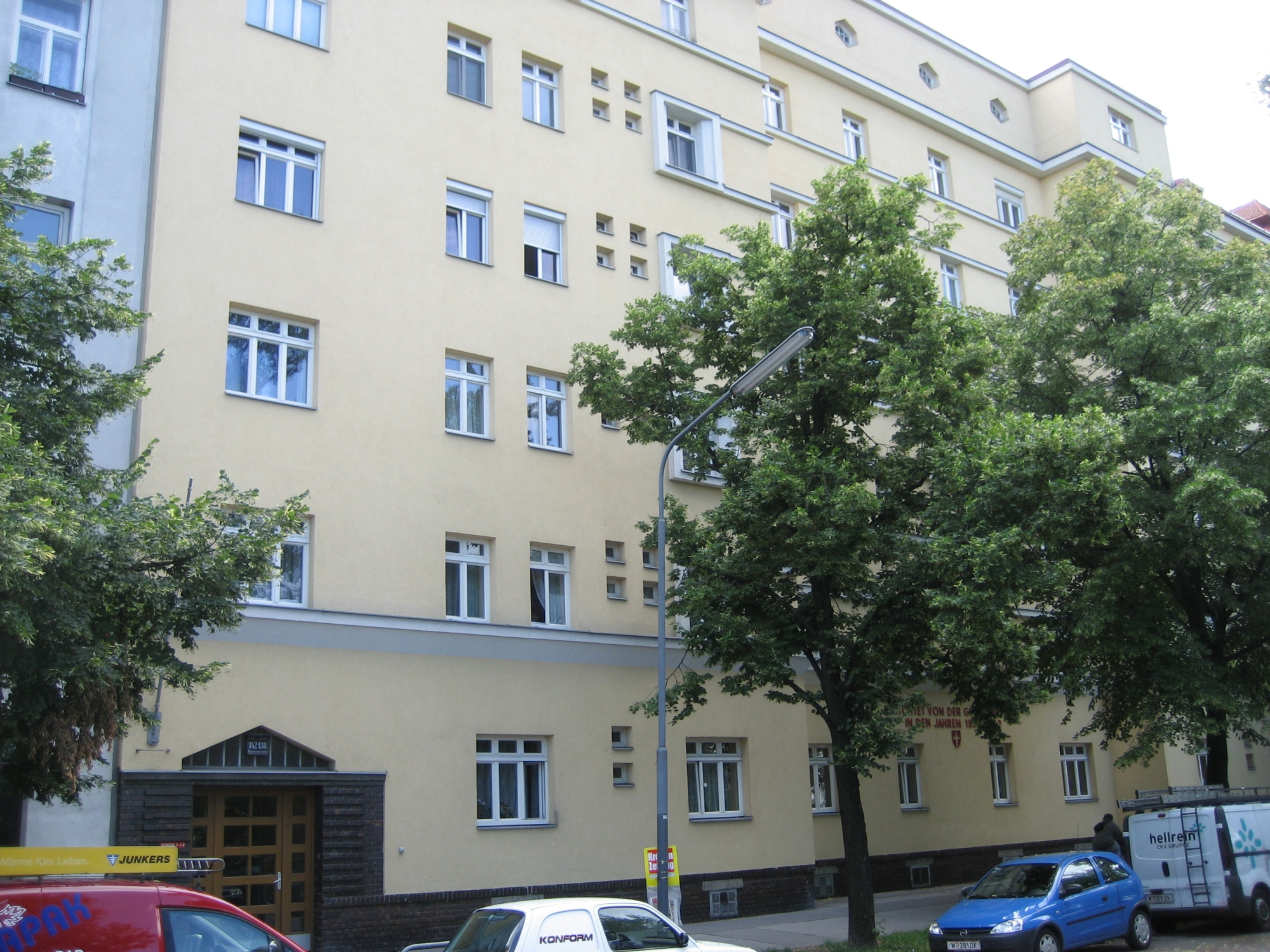
Доходный дом в Brigittenauer Lände, Вена. Построен в 1931—1932 годах по проекту Гегеле.

Он продолжал проектировать жилые дома в Вене, а также в небольших городах. Ярким примером является многоквартирный дом, построенный в начале 1930-х годов в Бригиттенауэр-Ленде, 20-м районе Вены. Это внушительное симметричное здание характеризуется горизонтальными линиями с лепниной и многоугольными окнами. Другой характерный пример позднего стиля Хегеле — жилой дом на Розеггерштрассе, Санкт-Пельтен (1929 г.). Традиционный по своей планировке, он характеризуется использованием чёрных кирпичей, образующих вертикальные полосы, подчёркивающие углы конструкции. Расположение окон, дымоходов и молдингов способствует сбалансированному и симметричному виду. В фронтоне центрального блока — рильеф с парочкой путти. Эти работы показывают, как Хегеле, несмотря на то, что отошёл от модерна, все же также уделял много внимания деталям и никогда полностью не отказывался от декора.
В 1937 году Хегеле прекратил свою деятельность в качестве профессора торговой школы и ушёл на пенсию в Хадерсдорф-Вайдлингау, где он жил со своей женой до своей смерти в 1945 году. Он похоронен на кладбище Хадерсдорф-Вайдлингау, недалеко от часовни, которую он построил в период расцвета своей карьеры.

## Личная жизнь и наследие

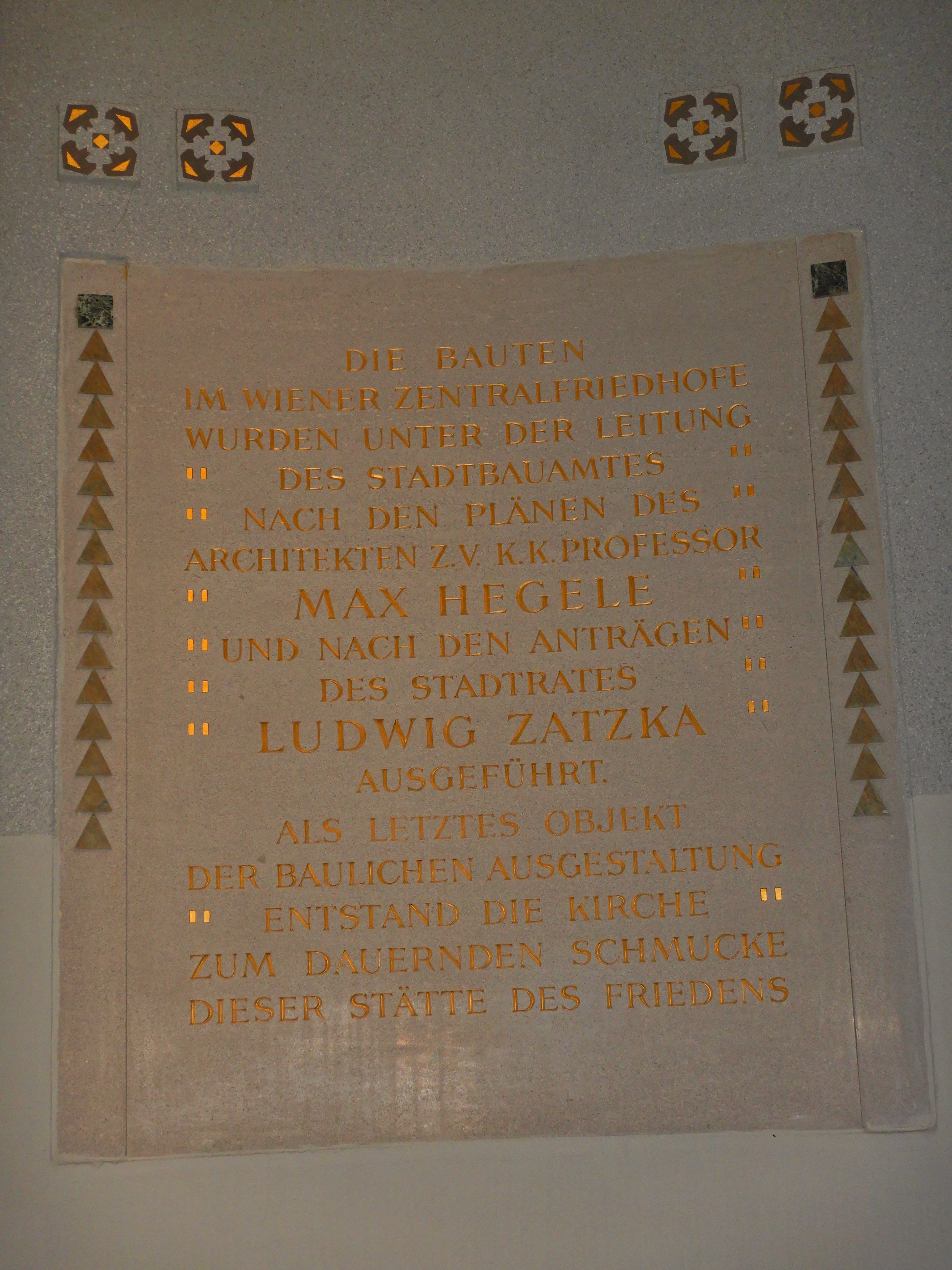
Памятная доска с надписью: «Здания Центрального кладбища Вены были построены под руководством Городского Строительного Управления по планам архитектора, профессора Имперской и Королевской империи Макса Хегеле и члена городского совета Людвига Зацка».

Гегеле женился на Вильгельмине Штельцер в 1908 году у них были дети, которые не выжили. После свадьбы пара поселилась в Хадерсдорф-Вайдлингау, сегодня это часть 14-го округа Вены, но тогда это был независимый муниципалитет. Вильгельмина дожила до 1963 года. Макс Хегеле был католиком, и это объясняет, почему он спроектировал множество религиозных зданий.
Хегеле, в основном, запомнился реконструкцией Центрального кладбища Вены, а мемориальная доска в церкви Св. Карла Борромео отмечает его работу. Тем не менее, за свою жизнь он создал множество проектов и с начала своей карьеры принял участие в нескольких архитектурных конкурсах. Однако, несмотря на то, что на таких конкурсах он обычно занимал высокие места, многие из его проектов так и остались нереализованными.

### Макс Хегеле и Отто Вагнер
Ранние проекты Хегеле показывают влияние, которое Отто Вагнер, оказал на него как архитектора-венского сецессиона. Вагнер за время своей карьеры разработал архитектурный язык, который вдохновил молодых архитекторов, таких как Хегеле, и его эстетические эксперименты дали им множество идей; геометрический орнамент является примером дальнейшего развития концепции Вагнера Хегелем. Более того, Вагнер, возможно, внёс значительный вклад в профессиональное становление  Хегеля, поскольку он был членом жюри, которое выбрало его проект для Центрального кладбища Вены.
Также утверждалось, что сам Хегель также вдохновлял Вагнера, а его церковь Святого Карла Борромео стала образцом для Вагнеровской церкви Св. Леопольда (1903—1907). 

## Работы
Это неполный список работ Макса Хегеле.